# Lista de asteroides (253001-254000)
Esta é uma lista parcial de asteroides, do asteroide número 253001 até o 254000, inclusive. Veja também o índice com todas as listas disponíveis.

| Objeto Próximos à Terra | Cinturão de asteroides (interno) | Cinturão de asteroides (externo) | Centauro       |
| Cruzador de Marte       | Cinturão de asteroides (meio)    | Troianos de Júpiter              | Transnetuniano |

Veja mais dados de cada asteroide na ligação externa para o Minor Planet Center na última coluna.
Índice: 253001... 253101... 253201... 253301... 253401... 253501... 253601... 253701... 253801... 253901... 

## 253001–253100
| Designação | Designação | Descoberta  | Descoberta       | Descobridor(es) | Categoria | Mais informações / Referência |
| Permanente | Provisória | Data        | Local            | Descobridor(es) | Categoria | Mais informações / Referência |
| ---------- | ---------- | ----------- | ---------------- | --------------- | --------- | ----------------------------- |
| 253001     | 2002 RS38  | 5 set 2002  | Anderson Mesa    | LONEOS          | —         | MPC                           |
| 253002     | 2002 RU39  | 5 set 2002  | Anderson Mesa    | LONEOS          | —         | MPC                           |
| 253003     | 2002 RN40  | 5 set 2002  | Socorro          | LINEAR          | —         | MPC                           |
| 253004     | 2002 RQ40  | 5 set 2002  | Socorro          | LINEAR          | —         | MPC                           |
| 253005     | 2002 RA47  | 5 set 2002  | Socorro          | LINEAR          | —         | MPC                           |
| 253006     | 2002 RH66  | 6 set 2002  | Socorro          | LINEAR          | Juno      | MPC                           |
| 253007     | 2002 RD81  | 5 set 2002  | Socorro          | LINEAR          | Juno      | MPC                           |
| 253008     | 2002 RE97  | 5 set 2002  | Socorro          | LINEAR          | —         | MPC                           |
| 253009     | 2002 RV99  | 5 set 2002  | Socorro          | LINEAR          | —         | MPC                           |
| 253010     | 2002 RQ108 | 5 set 2002  | Haleakalā        | NEAT            | Mitidika  | MPC                           |
| 253011     | 2002 RN111 | 6 set 2002  | Socorro          | LINEAR          | Juno      | MPC                           |
| 253012     | 2002 RD114 | 5 set 2002  | Socorro          | LINEAR          | Pallas    | MPC                           |
| 253013     | 2002 RX120 | 7 set 2002  | Socorro          | LINEAR          | —         | MPC                           |
| 253014     | 2002 RC125 | 7 set 2002  | Socorro          | LINEAR          | —         | MPC                           |
| 253015     | 2002 RP129 | 11 set 2002 | Drebach          | Drebach Obs.    | —         | MPC                           |
| 253016     | 2002 RA161 | 12 set 2002 | Palomar          | NEAT            | —         | MPC                           |
| 253017     | 2002 RA175 | 13 set 2002 | Palomar          | NEAT            | —         | MPC                           |
| 253018     | 2002 RJ191 | 13 set 2002 | Anderson Mesa    | LONEOS          | Pallas    | MPC                           |
| 253019     | 2002 RC195 | 12 set 2002 | Palomar          | NEAT            | —         | MPC                           |
| 253020     | 2002 RG195 | 12 set 2002 | Palomar          | NEAT            | —         | MPC                           |
| 253021     | 2002 RH202 | 13 set 2002 | Palomar          | NEAT            | —         | MPC                           |
| 253022     | 2002 RX230 | 15 set 2002 | Haleakala        | NEAT            | —         | MPC                           |
| 253023     | 2002 RO241 | 8 set 2002  | Haleakala        | R. Matson       | —         | MPC                           |
| 253024     | 2002 RU242 | 14 set 2002 | Palomar          | NEAT            | —         | MPC                           |
| 253025     | 2002 RO245 | 14 set 2002 | Palomar          | NEAT            | —         | MPC                           |
| 253026     | 2002 RZ247 | 8 set 2002  | Haleakala        | NEAT            | —         | MPC                           |
| 253027     | 2002 RJ253 | 14 set 2002 | Palomar          | NEAT            | —         | MPC                           |
| 253028     | 2002 RE256 | 13 set 2002 | Palomar          | NEAT            | —         | MPC                           |
| 253029     | 2002 RF261 | 11 set 2002 | Palomar          | NEAT            | —         | MPC                           |
| 253030     | 2002 RV261 | 13 set 2002 | Anderson Mesa    | LONEOS          | —         | MPC                           |
| 253031     | 2002 RJ262 | 13 set 2002 | Palomar          | NEAT            | —         | MPC                           |
| 253032     | 2002 RN272 | 4 set 2002  | Palomar          | NEAT            | —         | MPC                           |
| 253033     | 2002 RC275 | 4 set 2002  | Palomar          | NEAT            | —         | MPC                           |
| 253034     | 2002 SU2   | 27 set 2002 | Palomar          | NEAT            | Juno      | MPC                           |
| 253035     | 2002 SC7   | 27 set 2002 | Palomar          | NEAT            | Mitidika  | MPC                           |
| 253036     | 2002 SP17  | 26 set 2002 | Palomar          | NEAT            | —         | MPC                           |
| 253037     | 2002 SR19  | 28 set 2002 | Goodricke-Pigott | R. A. Tucker    | Juno      | MPC                           |
| 253038     | 2002 SD23  | 27 set 2002 | Palomar          | NEAT            | —         | MPC                           |
| 253039     | 2002 SC24  | 27 set 2002 | Anderson Mesa    | LONEOS          | —         | MPC                           |
| 253040     | 2002 SJ27  | 29 set 2002 | Haleakala        | NEAT            | —         | MPC                           |
| 253041     | 2002 SV32  | 28 set 2002 | Haleakala        | NEAT            | —         | MPC                           |
| 253042     | 2002 SD35  | 29 set 2002 | Haleakala        | NEAT            | Juno      | MPC                           |
| 253043     | 2002 SE37  | 29 set 2002 | Haleakala        | NEAT            | Juno      | MPC                           |
| 253044     | 2002 SM41  | 29 set 2002 | Haleakala        | NEAT            | —         | MPC                           |
| 253045     | 2002 SZ41  | 28 set 2002 | Palomar          | NEAT            | —         | MPC                           |
| 253046     | 2002 SC51  | 25 set 2002 | Kvistaberg       | UDAS            | —         | MPC                           |
| 253047     | 2002 SG56  | 30 set 2002 | Socorro          | LINEAR          | —         | MPC                           |
| 253048     | 2002 SG59  | 16 set 2002 | Haleakala        | NEAT            | —         | MPC                           |
| 253049     | 2002 TD    | 1 out 2002  | Anderson Mesa    | LONEOS          | —         | MPC                           |
| 253050     | 2002 TG2   | 1 out 2002  | Anderson Mesa    | LONEOS          | —         | MPC                           |
| 253051     | 2002 TV14  | 1 out 2002  | Anderson Mesa    | LONEOS          | —         | MPC                           |
| 253052     | 2002 TN26  | 2 out 2002  | Socorro          | LINEAR          | —         | MPC                           |
| 253053     | 2002 TX26  | 2 out 2002  | Socorro          | LINEAR          | —         | MPC                           |
| 253054     | 2002 TJ42  | 2 out 2002  | Socorro          | LINEAR          | Eos       | MPC                           |
| 253055     | 2002 TG46  | 2 out 2002  | Socorro          | LINEAR          | Juno      | MPC                           |
| 253056     | 2002 TG48  | 2 out 2002  | Socorro          | LINEAR          | —         | MPC                           |
| 253057     | 2002 TK48  | 2 out 2002  | Socorro          | LINEAR          | —         | MPC                           |
| 253058     | 2002 TT59  | 4 out 2002  | Socorro          | LINEAR          | —         | MPC                           |
| 253059     | 2002 TK66  | 3 out 2002  | Socorro          | LINEAR          | —         | MPC                           |
| 253060     | 2002 TF68  | 7 out 2002  | Socorro          | LINEAR          | Juno      | MPC                           |
| 253061     | 2002 TV69  | 10 out 2002 | Eskridge         | G. Hug          | —         | MPC                           |
| 253062     | 2002 TC70  | 10 out 2002 | Socorro          | LINEAR          | —         | MPC                           |
| 253063     | 2002 TY73  | 3 out 2002  | Palomar          | NEAT            | —         | MPC                           |
| 253064     | 2002 TO80  | 1 out 2002  | Anderson Mesa    | LONEOS          | —         | MPC                           |
| 253065     | 2002 TA84  | 2 out 2002  | Haleakala        | NEAT            | —         | MPC                           |
| 253066     | 2002 TJ85  | 2 out 2002  | Haleakala        | NEAT            | Juno      | MPC                           |
| 253067     | 2002 TZ93  | 3 out 2002  | Socorro          | LINEAR          | —         | MPC                           |
| 253068     | 2002 TB96  | 3 out 2002  | Palomar          | NEAT            | —         | MPC                           |
| 253069     | 2002 TG110 | 2 out 2002  | Haleakala        | NEAT            | —         | MPC                           |
| 253070     | 2002 TV113 | 3 out 2002  | Palomar          | NEAT            | —         | MPC                           |
| 253071     | 2002 TG127 | 4 out 2002  | Palomar          | NEAT            | —         | MPC                           |
| 253072     | 2002 TL127 | 4 out 2002  | Palomar          | NEAT            | —         | MPC                           |
| 253073     | 2002 TL130 | 4 out 2002  | Socorro          | LINEAR          | —         | MPC                           |
| 253074     | 2002 TK139 | 4 out 2002  | Anderson Mesa    | LONEOS          | —         | MPC                           |
| 253075     | 2002 TD166 | 3 out 2002  | Palomar          | NEAT            | —         | MPC                           |
| 253076     | 2002 TD167 | 3 out 2002  | Palomar          | NEAT            | —         | MPC                           |
| 253077     | 2002 TJ183 | 4 out 2002  | Socorro          | LINEAR          | —         | MPC                           |
| 253078     | 2002 TA184 | 4 out 2002  | Socorro          | LINEAR          | —         | MPC                           |
| 253079     | 2002 TL205 | 4 out 2002  | Socorro          | LINEAR          | —         | MPC                           |
| 253080     | 2002 TV206 | 4 out 2002  | Socorro          | LINEAR          | —         | MPC                           |
| 253081     | 2002 TO208 | 4 out 2002  | Socorro          | LINEAR          | —         | MPC                           |
| 253082     | 2002 TN210 | 7 out 2002  | Socorro          | LINEAR          | Juno      | MPC                           |
| 253083     | 2002 TH212 | 7 out 2002  | Haleakala        | NEAT            | —         | MPC                           |
| 253084     | 2002 TK222 | 7 out 2002  | Socorro          | LINEAR          | —         | MPC                           |
| 253085     | 2002 TG227 | 8 out 2002  | Anderson Mesa    | LONEOS          | Phocaea   | MPC                           |
| 253086     | 2002 TD237 | 6 out 2002  | Socorro          | LINEAR          | —         | MPC                           |
| 253087     | 2002 TC242 | 9 out 2002  | Anderson Mesa    | LONEOS          | —         | MPC                           |
| 253088     | 2002 TG247 | 10 out 2002 | Palomar          | NEAT            | —         | MPC                           |
| 253089     | 2002 TE251 | 7 out 2002  | Socorro          | LINEAR          | —         | MPC                           |
| 253090     | 2002 TY251 | 8 out 2002  | Anderson Mesa    | LONEOS          | —         | MPC                           |
| 253091     | 2002 TZ251 | 8 out 2002  | Anderson Mesa    | LONEOS          | —         | MPC                           |
| 253092     | 2002 TW260 | 9 out 2002  | Socorro          | LINEAR          | —         | MPC                           |
| 253093     | 2002 TY263 | 10 out 2002 | Socorro          | LINEAR          | Juno      | MPC                           |
| 253094     | 2002 TK267 | 10 out 2002 | Socorro          | LINEAR          | —         | MPC                           |
| 253095     | 2002 TH270 | 9 out 2002  | Socorro          | LINEAR          | —         | MPC                           |
| 253096     | 2002 TZ271 | 9 out 2002  | Socorro          | LINEAR          | —         | MPC                           |
| 253097     | 2002 TS273 | 9 out 2002  | Socorro          | LINEAR          | —         | MPC                           |
| 253098     | 2002 TH286 | 10 out 2002 | Socorro          | LINEAR          | —         | MPC                           |
| 253099     | 2002 TC304 | 4 out 2002  | Apache Point     | SDSS            | —         | MPC                           |
| 253100     | 2002 TA339 | 5 out 2002  | Apache Point     | SDSS            | —         | MPC                           |

## 253101–253200
| Designação | Designação | Descoberta          | Descoberta     | Descobridor(es)     | Categoria | Mais informações / Referência |
| Permanente | Provisória | Data                | Local          | Descobridor(es)     | Categoria | Mais informações / Referência |
| ---------- | ---------- | ------------------- | -------------- | ------------------- | --------- | ----------------------------- |
| 253101     | 2002 TO354 | 10 out 2002         | Apache Point   | SDSS                | —         | MPC                           |
| 253102     | 2002 TG377 | 9 out 2002          | Palomar        | NEAT                | —         | MPC                           |
| 253103     | 2002 TL383 | 15 out 2002         | Palomar        | NEAT                | —         | MPC                           |
| 253104     | 2002 UP    | 25 out 2002         | Pla D'Arguines | Pla D'Arguines Obs. | —         | MPC                           |
| 253105     | 2002 UW2   | 28 out 2002         | Socorro        | LINEAR              | —         | MPC                           |
| 253106     | 2002 UR3   | 29 out 2002         | Palomar        | NEAT                | —         | MPC                           |
| 253107     | 2002 UK4   | 28 out 2002         | Socorro        | LINEAR              | Juno      | MPC                           |
| 253108     | 2002 UO6   | 28 out 2002         | Palomar        | NEAT                | —         | MPC                           |
| 253109     | 2002 UC12  | 30 out 2002         | Socorro        | LINEAR              | Juno      | MPC                           |
| 253110     | 2002 US15  | 30 out 2002         | Palomar        | NEAT                | —         | MPC                           |
| 253111     | 2002 UG17  | 28 out 2002         | Haleakala      | NEAT                | —         | MPC                           |
| 253112     | 2002 UV27  | 31 out 2002         | Palomar        | NEAT                | Juno      | MPC                           |
| 253113     | 2002 UN38  | 31 out 2002         | Anderson Mesa  | LONEOS              | —         | MPC                           |
| 253114     | 2002 UD50  | 31 out 2002         | Socorro        | LINEAR              | —         | MPC                           |
| 253115     | 2002 UW62  | 30 out 2002         | Apache Point   | SDSS                | —         | MPC                           |
| 253116     | 2002 UX69  | 29 out 2002         | Apache Point   | SDSS                | —         | MPC                           |
| 253117     | 2002 UU70  | 31 out 2002         | Palomar        | NEAT                | —         | MPC                           |
| 253118     | 2002 US76  | October, 2002 10 16 | Palomar        | NEAT                | —         | MPC                           |
| 253119     | 2002 UT78  | 28 out 2002         | Palomar        | NEAT                | —         | MPC                           |
| 253120     | 2002 VT1   | 2 nov 2002          | La Palma       | La Palma Obs.       | —         | MPC                           |
| 253121     | 2002 VD4   | 2 nov 2002          | Haleakala      | NEAT                | —         | MPC                           |
| 253122     | 2002 VN8   | 1 nov 2002          | Palomar        | NEAT                | —         | MPC                           |
| 253123     | 2002 VG9   | 1 nov 2002          | Palomar        | NEAT                | —         | MPC                           |
| 253124     | 2002 VU11  | 1 nov 2002          | Palomar        | NEAT                | —         | MPC                           |
| 253125     | 2002 VY11  | 1 nov 2002          | Haleakala      | NEAT                | —         | MPC                           |
| 253126     | 2002 VV13  | 3 nov 2002          | Socorro        | LINEAR              | Juno      | MPC                           |
| 253127     | 2002 VA14  | 5 nov 2002          | Socorro        | LINEAR              | —         | MPC                           |
| 253128     | 2002 VP14  | 6 nov 2002          | Socorro        | LINEAR              | —         | MPC                           |
| 253129     | 2002 VQ15  | 7 nov 2002          | Socorro        | LINEAR              | Juno      | MPC                           |
| 253130     | 2002 VU19  | 4 nov 2002          | Powell         | Powell Obs.         | —         | MPC                           |
| 253131     | 2002 VJ20  | 4 nov 2002          | Haleakala      | NEAT                | —         | MPC                           |
| 253132     | 2002 VO23  | 5 nov 2002          | Socorro        | LINEAR              | —         | MPC                           |
| 253133     | 2002 VT25  | 5 nov 2002          | Socorro        | LINEAR              | —         | MPC                           |
| 253134     | 2002 VC30  | 5 nov 2002          | Socorro        | LINEAR              | —         | MPC                           |
| 253135     | 2002 VG40  | 5 nov 2002          | Fountain Hills | Fountain Hills Obs. | —         | MPC                           |
| 253136     | 2002 VC43  | 4 nov 2002          | Palomar        | NEAT                | —         | MPC                           |
| 253137     | 2002 VF46  | 5 nov 2002          | Palomar        | NEAT                | —         | MPC                           |
| 253138     | 2002 VW46  | 5 nov 2002          | Palomar        | NEAT                | —         | MPC                           |
| 253139     | 2002 VU47  | 5 nov 2002          | Socorro        | LINEAR              | —         | MPC                           |
| 253140     | 2002 VL60  | 3 nov 2002          | Haleakala      | NEAT                | —         | MPC                           |
| 253141     | 2002 VW60  | 4 nov 2002          | Palomar        | NEAT                | —         | MPC                           |
| 253142     | 2002 VP62  | 5 nov 2002          | Palomar        | NEAT                | —         | MPC                           |
| 253143     | 2002 VN63  | 6 nov 2002          | Anderson Mesa  | LONEOS              | Eos       | MPC                           |
| 253144     | 2002 VG67  | 7 nov 2002          | Socorro        | LINEAR              | —         | MPC                           |
| 253145     | 2002 VT71  | 7 nov 2002          | Socorro        | LINEAR              | —         | MPC                           |
| 253146     | 2002 VC72  | 7 nov 2002          | Socorro        | LINEAR              | —         | MPC                           |
| 253147     | 2002 VJ72  | 7 nov 2002          | Socorro        | LINEAR              | —         | MPC                           |
| 253148     | 2002 VQ76  | 7 nov 2002          | Socorro        | LINEAR              | —         | MPC                           |
| 253149     | 2002 VD79  | 7 nov 2002          | Socorro        | LINEAR              | —         | MPC                           |
| 253150     | 2002 VA80  | 7 nov 2002          | Socorro        | LINEAR              | —         | MPC                           |
| 253151     | 2002 VL80  | 7 nov 2002          | Socorro        | LINEAR              | —         | MPC                           |
| 253152     | 2002 VF84  | 7 nov 2002          | Socorro        | LINEAR              | Phocaea   | MPC                           |
| 253153     | 2002 VM94  | 12 nov 2002         | Socorro        | LINEAR              | —         | MPC                           |
| 253154     | 2002 VB103 | 12 nov 2002         | Socorro        | LINEAR              | —         | MPC                           |
| 253155     | 2002 VV103 | 12 nov 2002         | Socorro        | LINEAR              | —         | MPC                           |
| 253156     | 2002 VJ109 | 12 nov 2002         | Socorro        | LINEAR              | —         | MPC                           |
| 253157     | 2002 VN109 | 12 nov 2002         | Socorro        | LINEAR              | —         | MPC                           |
| 253158     | 2002 VU120 | 12 nov 2002         | Palomar        | NEAT                | —         | MPC                           |
| 253159     | 2002 VJ121 | 12 nov 2002         | Palomar        | NEAT                | —         | MPC                           |
| 253160     | 2002 VL121 | 12 nov 2002         | Palomar        | NEAT                | —         | MPC                           |
| 253161     | 2002 VL123 | 13 nov 2002         | Palomar        | NEAT                | —         | MPC                           |
| 253162     | 2002 VK136 | 11 nov 2002         | Socorro        | LINEAR              | Juno      | MPC                           |
| 253163     | 2002 VQ146 | 4 nov 2002          | Palomar        | NEAT                | —         | MPC                           |
| 253164     | 2002 WV    | 21 nov 2002         | Palomar        | NEAT                | —         | MPC                           |
| 253165     | 2002 WV14  | 28 nov 2002         | Anderson Mesa  | LONEOS              | —         | MPC                           |
| 253166     | 2002 WV15  | 28 nov 2002         | Anderson Mesa  | LONEOS              | —         | MPC                           |
| 253167     | 2002 WY15  | 28 nov 2002         | Anderson Mesa  | LONEOS              | —         | MPC                           |
| 253168     | 2002 WL16  | 28 nov 2002         | Haleakala      | NEAT                | —         | MPC                           |
| 253169     | 2002 WS17  | 30 nov 2002         | Socorro        | LINEAR              | —         | MPC                           |
| 253170     | 2002 WJ19  | 25 nov 2002         | Palomar        | S. F. Hönig         | —         | MPC                           |
| 253171     | 2002 WP24  | 16 nov 2002         | Palomar        | NEAT                | —         | MPC                           |
| 253172     | 2002 WJ25  | 25 nov 2002         | Palomar        | NEAT                | —         | MPC                           |
| 253173     | 2002 WV25  | 16 nov 2002         | Palomar        | NEAT                | —         | MPC                           |
| 253174     | 2002 XQ1   | 1 dez 2002          | Socorro        | LINEAR              | —         | MPC                           |
| 253175     | 2002 XK2   | 1 dez 2002          | Socorro        | LINEAR              | —         | MPC                           |
| 253176     | 2002 XD3   | 1 dez 2002          | Socorro        | LINEAR              | —         | MPC                           |
| 253177     | 2002 XS9   | 2 dez 2002          | Socorro        | LINEAR              | —         | MPC                           |
| 253178     | 2002 XY9   | 2 dez 2002          | Socorro        | LINEAR              | —         | MPC                           |
| 253179     | 2002 XU11  | 3 dez 2002          | Palomar        | NEAT                | —         | MPC                           |
| 253180     | 2002 XK13  | 3 dez 2002          | Haleakala      | NEAT                | —         | MPC                           |
| 253181     | 2002 XP16  | 3 dez 2002          | Palomar        | NEAT                | —         | MPC                           |
| 253182     | 2002 XX16  | 3 dez 2002          | Palomar        | NEAT                | —         | MPC                           |
| 253183     | 2002 XK18  | 5 dez 2002          | Socorro        | LINEAR              | —         | MPC                           |
| 253184     | 2002 XT18  | 5 dez 2002          | Socorro        | LINEAR              | —         | MPC                           |
| 253185     | 2002 XC22  | 3 dez 2002          | Palomar        | NEAT                | —         | MPC                           |
| 253186     | 2002 XH24  | 5 dez 2002          | Socorro        | LINEAR              | Phocaea   | MPC                           |
| 253187     | 2002 XX25  | 5 dez 2002          | Socorro        | LINEAR              | —         | MPC                           |
| 253188     | 2002 XW26  | 3 dez 2002          | Palomar        | NEAT                | —         | MPC                           |
| 253189     | 2002 XZ29  | 5 dez 2002          | Socorro        | LINEAR              | —         | MPC                           |
| 253190     | 2002 XL36  | 6 dez 2002          | Socorro        | LINEAR              | —         | MPC                           |
| 253191     | 2002 XM42  | 6 dez 2002          | Socorro        | LINEAR              | —         | MPC                           |
| 253192     | 2002 XQ45  | 10 dez 2002         | Socorro        | LINEAR              | Juno      | MPC                           |
| 253193     | 2002 XU45  | 10 dez 2002         | Socorro        | LINEAR              | —         | MPC                           |
| 253194     | 2002 XP51  | 10 dez 2002         | Socorro        | LINEAR              | —         | MPC                           |
| 253195     | 2002 XB55  | 10 dez 2002         | Palomar        | NEAT                | —         | MPC                           |
| 253196     | 2002 XW55  | 10 dez 2002         | Palomar        | NEAT                | Flora     | MPC                           |
| 253197     | 2002 XN57  | 10 dez 2002         | Palomar        | NEAT                | —         | MPC                           |
| 253198     | 2002 XO60  | 10 dez 2002         | Socorro        | LINEAR              | —         | MPC                           |
| 253199     | 2002 XA65  | 12 dez 2002         | Socorro        | LINEAR              | Juno      | MPC                           |
| 253200     | 2002 XW69  | 5 dez 2002          | Socorro        | LINEAR              | —         | MPC                           |

## 253201–253300
| Designação | Designação | Descoberta  | Descoberta        | Descobridor(es)        | Categoria | Mais informações / Referência |
| Permanente | Provisória | Data        | Local             | Descobridor(es)        | Categoria | Mais informações / Referência |
| ---------- | ---------- | ----------- | ----------------- | ---------------------- | --------- | ----------------------------- |
| 253201     | 2002 XP70  | 10 dez 2002 | Socorro           | LINEAR                 | —         | MPC                           |
| 253202     | 2002 XY73  | 11 dez 2002 | Socorro           | LINEAR                 | —         | MPC                           |
| 253203     | 2002 XO74  | 11 dez 2002 | Socorro           | LINEAR                 | —         | MPC                           |
| 253204     | 2002 XL75  | 11 dez 2002 | Socorro           | LINEAR                 | —         | MPC                           |
| 253205     | 2002 XT77  | 11 dez 2002 | Socorro           | LINEAR                 | —         | MPC                           |
| 253206     | 2002 XL80  | 11 dez 2002 | Socorro           | LINEAR                 | Phocaea   | MPC                           |
| 253207     | 2002 XU80  | 11 dez 2002 | Socorro           | LINEAR                 | —         | MPC                           |
| 253208     | 2002 XP82  | 12 dez 2002 | Palomar           | NEAT                   | —         | MPC                           |
| 253209     | 2002 XX85  | 11 dez 2002 | Socorro           | LINEAR                 | —         | MPC                           |
| 253210     | 2002 XQ89  | 10 dez 2002 | Bergisch Gladbach | W. Bickel              | —         | MPC                           |
| 253211     | 2002 XV92  | 5 dez 2002  | Socorro           | LINEAR                 | —         | MPC                           |
| 253212     | 2002 XC99  | 5 dez 2002  | Socorro           | LINEAR                 | —         | MPC                           |
| 253213     | 2002 XU103 | 5 dez 2002  | Socorro           | LINEAR                 | —         | MPC                           |
| 253214     | 2002 XM107 | 5 dez 2002  | Socorro           | LINEAR                 | —         | MPC                           |
| 253215     | 2002 XO112 | 6 dez 2002  | Socorro           | LINEAR                 | —         | MPC                           |
| 253216     | 2002 XW113 | 10 dez 2002 | Socorro           | LINEAR                 | —         | MPC                           |
| 253217     | 2002 XB116 | 5 dez 2002  | Palomar           | NEAT                   | —         | MPC                           |
| 253218     | 2002 XD116 | 5 dez 2002  | Socorro           | LINEAR                 | —         | MPC                           |
| 253219     | 2002 XC117 | 14 dez 2002 | Apache Point      | SDSS                   | —         | MPC                           |
| 253220     | 2002 YC2   | 27 dez 2002 | Socorro           | LINEAR                 | —         | MPC                           |
| 253221     | 2002 YL2   | 28 dez 2002 | Pla D'Arguines    | Pla D'Arguines Obs.    | —         | MPC                           |
| 253222     | 2002 YU2   | 28 dez 2002 | Socorro           | LINEAR                 | —         | MPC                           |
| 253223     | 2002 YV5   | 27 dez 2002 | Anderson Mesa     | LONEOS                 | —         | MPC                           |
| 253224     | 2002 YA6   | 28 dez 2002 | Needville         | Needville Obs.         | —         | MPC                           |
| 253225     | 2002 YU8   | 31 dez 2002 | Socorro           | LINEAR                 | —         | MPC                           |
| 253226     | 2002 YV9   | 31 dez 2002 | Socorro           | LINEAR                 | —         | MPC                           |
| 253227     | 2002 YF11  | 31 dez 2002 | Socorro           | LINEAR                 | —         | MPC                           |
| 253228     | 2002 YZ16  | 31 dez 2002 | Socorro           | LINEAR                 | —         | MPC                           |
| 253229     | 2002 YQ19  | 31 dez 2002 | Socorro           | LINEAR                 | —         | MPC                           |
| 253230     | 2002 YT19  | 31 dez 2002 | Socorro           | LINEAR                 | —         | MPC                           |
| 253231     | 2002 YE21  | 31 dez 2002 | Socorro           | LINEAR                 | —         | MPC                           |
| 253232     | 2002 YZ21  | 31 dez 2002 | Socorro           | LINEAR                 | —         | MPC                           |
| 253233     | 2002 YC25  | 31 dez 2002 | Socorro           | LINEAR                 | —         | MPC                           |
| 253234     | 2002 YX31  | 31 dez 2002 | Socorro           | LINEAR                 | —         | MPC                           |
| 253235     | 2002 YB36  | 31 dez 2002 | Socorro           | LINEAR                 | —         | MPC                           |
| 253236     | 2003 AU6   | 2 jan 2003  | Socorro           | LINEAR                 | —         | MPC                           |
| 253237     | 2003 AT14  | 2 jan 2003  | Anderson Mesa     | LONEOS                 | Eos       | MPC                           |
| 253238     | 2003 AX14  | 2 jan 2003  | Socorro           | LINEAR                 | —         | MPC                           |
| 253239     | 2003 AY14  | 2 jan 2003  | Socorro           | LINEAR                 | —         | MPC                           |
| 253240     | 2003 AZ17  | 5 jan 2003  | Anderson Mesa     | LONEOS                 | —         | MPC                           |
| 253241     | 2003 AB18  | 5 jan 2003  | Anderson Mesa     | LONEOS                 | —         | MPC                           |
| 253242     | 2003 AX21  | 5 jan 2003  | Socorro           | LINEAR                 | —         | MPC                           |
| 253243     | 2003 AP22  | 5 jan 2003  | Socorro           | LINEAR                 | —         | MPC                           |
| 253244     | 2003 AJ24  | 4 jan 2003  | Socorro           | LINEAR                 | —         | MPC                           |
| 253245     | 2003 AU27  | 4 jan 2003  | Socorro           | LINEAR                 | —         | MPC                           |
| 253246     | 2003 AQ30  | 4 jan 2003  | Socorro           | LINEAR                 | Eos       | MPC                           |
| 253247     | 2003 AW32  | 5 jan 2003  | Anderson Mesa     | LONEOS                 | —         | MPC                           |
| 253248     | 2003 AB35  | 7 jan 2003  | Socorro           | LINEAR                 | —         | MPC                           |
| 253249     | 2003 AG40  | 7 jan 2003  | Socorro           | LINEAR                 | —         | MPC                           |
| 253250     | 2003 AJ43  | 5 jan 2003  | Socorro           | LINEAR                 | —         | MPC                           |
| 253251     | 2003 AZ46  | 5 jan 2003  | Socorro           | LINEAR                 | —         | MPC                           |
| 253252     | 2003 AW47  | 5 jan 2003  | Socorro           | LINEAR                 | —         | MPC                           |
| 253253     | 2003 AN53  | 5 jan 2003  | Socorro           | LINEAR                 | —         | MPC                           |
| 253254     | 2003 AB54  | 5 jan 2003  | Socorro           | LINEAR                 | —         | MPC                           |
| 253255     | 2003 AW55  | 5 jan 2003  | Socorro           | LINEAR                 | —         | MPC                           |
| 253256     | 2003 AR56  | 5 jan 2003  | Socorro           | LINEAR                 | —         | MPC                           |
| 253257     | 2003 AZ56  | 5 jan 2003  | Socorro           | LINEAR                 | —         | MPC                           |
| 253258     | 2003 AF58  | 5 jan 2003  | Socorro           | LINEAR                 | —         | MPC                           |
| 253259     | 2003 AM58  | 5 jan 2003  | Socorro           | LINEAR                 | —         | MPC                           |
| 253260     | 2003 AT58  | 5 jan 2003  | Socorro           | LINEAR                 | —         | MPC                           |
| 253261     | 2003 AX59  | 5 jan 2003  | Socorro           | LINEAR                 | —         | MPC                           |
| 253262     | 2003 AA60  | 5 jan 2003  | Socorro           | LINEAR                 | —         | MPC                           |
| 253263     | 2003 AZ60  | 7 jan 2003  | Socorro           | LINEAR                 | —         | MPC                           |
| 253264     | 2003 AH63  | 8 jan 2003  | Socorro           | LINEAR                 | —         | MPC                           |
| 253265     | 2003 AV65  | 7 jan 2003  | Socorro           | LINEAR                 | —         | MPC                           |
| 253266     | 2003 AQ66  | 7 jan 2003  | Socorro           | LINEAR                 | —         | MPC                           |
| 253267     | 2003 AD69  | 9 jan 2003  | Socorro           | LINEAR                 | —         | MPC                           |
| 253268     | 2003 AH69  | 9 jan 2003  | Socorro           | LINEAR                 | Juno      | MPC                           |
| 253269     | 2003 AR70  | 10 jan 2003 | Socorro           | LINEAR                 | —         | MPC                           |
| 253270     | 2003 AD72  | 10 jan 2003 | Socorro           | LINEAR                 | —         | MPC                           |
| 253271     | 2003 AU76  | 10 jan 2003 | Socorro           | LINEAR                 | Phocaea   | MPC                           |
| 253272     | 2003 AC78  | 10 jan 2003 | Socorro           | LINEAR                 | —         | MPC                           |
| 253273     | 2003 AL80  | 10 jan 2003 | Socorro           | LINEAR                 | —         | MPC                           |
| 253274     | 2003 AF92  | 7 jan 2003  | Socorro           | LINEAR                 | —         | MPC                           |
| 253275     | 2003 AK94  | 11 jan 2003 | Socorro           | LINEAR                 | —         | MPC                           |
| 253276     | 2003 BO3   | 23 jan 2003 | La Silla          | A. Boattini, H. Scholl | —         | MPC                           |
| 253277     | 2003 BL4   | 25 jan 2003 | La Silla          | A. Boattini, H. Scholl | Eos       | MPC                           |
| 253278     | 2003 BZ9   | 26 jan 2003 | Palomar           | NEAT                   | —         | MPC                           |
| 253279     | 2003 BR10  | 26 jan 2003 | Anderson Mesa     | LONEOS                 | —         | MPC                           |
| 253280     | 2003 BE11  | 26 jan 2003 | Anderson Mesa     | LONEOS                 | —         | MPC                           |
| 253281     | 2003 BF11  | 26 jan 2003 | Anderson Mesa     | LONEOS                 | —         | MPC                           |
| 253282     | 2003 BY23  | 25 jan 2003 | Palomar           | NEAT                   | —         | MPC                           |
| 253283     | 2003 BW26  | 26 jan 2003 | Anderson Mesa     | LONEOS                 | —         | MPC                           |
| 253284     | 2003 BT27  | 26 jan 2003 | Anderson Mesa     | LONEOS                 | —         | MPC                           |
| 253285     | 2003 BS28  | 26 jan 2003 | Haleakala         | NEAT                   | —         | MPC                           |
| 253286     | 2003 BB33  | 27 jan 2003 | Palomar           | NEAT                   | —         | MPC                           |
| 253287     | 2003 BZ38  | 27 jan 2003 | Socorro           | LINEAR                 | —         | MPC                           |
| 253288     | 2003 BA39  | 27 jan 2003 | Socorro           | LINEAR                 | —         | MPC                           |
| 253289     | 2003 BH41  | 29 jan 2003 | Kitt Peak         | Spacewatch             | —         | MPC                           |
| 253290     | 2003 BO61  | 27 jan 2003 | Haleakala         | NEAT                   | —         | MPC                           |
| 253291     | 2003 BB62  | 28 jan 2003 | Kitt Peak         | Spacewatch             | —         | MPC                           |
| 253292     | 2003 BD62  | 28 jan 2003 | Palomar           | NEAT                   | —         | MPC                           |
| 253293     | 2003 BG62  | 28 jan 2003 | Palomar           | NEAT                   | —         | MPC                           |
| 253294     | 2003 BK63  | 28 jan 2003 | Socorro           | LINEAR                 | —         | MPC                           |
| 253295     | 2003 BK68  | 28 jan 2003 | Palomar           | NEAT                   | —         | MPC                           |
| 253296     | 2003 BW71  | 28 jan 2003 | Socorro           | LINEAR                 | —         | MPC                           |
| 253297     | 2003 BD72  | 28 jan 2003 | Socorro           | LINEAR                 | —         | MPC                           |
| 253298     | 2003 BT72  | 28 jan 2003 | Palomar           | NEAT                   | —         | MPC                           |
| 253299     | 2003 BL73  | 29 jan 2003 | Palomar           | NEAT                   | —         | MPC                           |
| 253300     | 2003 BM74  | 29 jan 2003 | Palomar           | NEAT                   | —         | MPC                           |

## 253301–253400
| Designação | Designação | Descoberta  | Descoberta       | Descobridor(es)       | Categoria | Mais informações / Referência |
| Permanente | Provisória | Data        | Local            | Descobridor(es)       | Categoria | Mais informações / Referência |
| ---------- | ---------- | ----------- | ---------------- | --------------------- | --------- | ----------------------------- |
| 253301     | 2003 BK79  | 31 jan 2003 | Anderson Mesa    | LONEOS                | —         | MPC                           |
| 253302     | 2003 BL85  | 28 jan 2003 | Haleakala        | NEAT                  | —         | MPC                           |
| 253303     | 2003 CH1   | 1 fev 2003  | Socorro          | LINEAR                | —         | MPC                           |
| 253304     | 2003 CZ7   | 1 fev 2003  | Socorro          | LINEAR                | Eos       | MPC                           |
| 253305     | 2003 CS11  | 1 fev 2003  | Socorro          | LINEAR                | Phocaea   | MPC                           |
| 253306     | 2003 CA12  | 1 fev 2003  | Haleakala        | NEAT                  | —         | MPC                           |
| 253307     | 2003 CZ12  | 2 fev 2003  | Palomar          | NEAT                  | —         | MPC                           |
| 253308     | 2003 CK17  | 8 fev 2003  | Socorro          | LINEAR                | —         | MPC                           |
| 253309     | 2003 CM19  | 9 fev 2003  | Kitt Peak        | Spacewatch            | —         | MPC                           |
| 253310     | 2003 CV19  | 9 fev 2003  | Palomar          | NEAT                  | —         | MPC                           |
| 253311     | 2003 CC20  | 11 fev 2003 | La Silla         | R. Michelsen, G. Masi | —         | MPC                           |
| 253312     | 2003 CA25  | 2 fev 2003  | Palomar          | NEAT                  | —         | MPC                           |
| 253313     | 2003 DY1   | 21 fev 2003 | Palomar          | NEAT                  | —         | MPC                           |
| 253314     | 2003 DG5   | 19 fev 2003 | Palomar          | NEAT                  | —         | MPC                           |
| 253315     | 2003 DQ5   | 19 fev 2003 | Palomar          | NEAT                  | —         | MPC                           |
| 253316     | 2003 DE11  | 23 fev 2003 | Kitt Peak        | Spacewatch            | —         | MPC                           |
| 253317     | 2003 DG19  | 21 fev 2003 | Palomar          | NEAT                  | —         | MPC                           |
| 253318     | 2003 DE21  | 23 fev 2003 | Anderson Mesa    | LONEOS                | —         | MPC                           |
| 253319     | 2003 DB22  | 28 fev 2003 | Socorro          | LINEAR                | —         | MPC                           |
| 253320     | 2003 DE22  | 28 fev 2003 | Socorro          | LINEAR                | —         | MPC                           |
| 253321     | 2003 EO9   | 6 mar 2003  | Anderson Mesa    | LONEOS                | —         | MPC                           |
| 253322     | 2003 EK13  | 6 mar 2003  | Palomar          | NEAT                  | Eos       | MPC                           |
| 253323     | 2003 EN13  | 6 mar 2003  | Palomar          | NEAT                  | —         | MPC                           |
| 253324     | 2003 EP21  | 6 mar 2003  | Anderson Mesa    | LONEOS                | —         | MPC                           |
| 253325     | 2003 EJ29  | 6 mar 2003  | Socorro          | LINEAR                | —         | MPC                           |
| 253326     | 2003 EL33  | 7 mar 2003  | Anderson Mesa    | LONEOS                | —         | MPC                           |
| 253327     | 2003 EE40  | 8 mar 2003  | Kitt Peak        | Spacewatch            | —         | MPC                           |
| 253328     | 2003 EP43  | 10 mar 2003 | Socorro          | LINEAR                | —         | MPC                           |
| 253329     | 2003 EM52  | 11 mar 2003 | Palomar          | NEAT                  | —         | MPC                           |
| 253330     | 2003 ER63  | 12 mar 2003 | Kitt Peak        | Spacewatch            | Vesta     | MPC                           |
| 253331     | 2003 FY2   | 23 mar 2003 | Socorro          | LINEAR                | —         | MPC                           |
| 253332     | 2003 FR4   | 26 mar 2003 | Socorro          | LINEAR                | —         | MPC                           |
| 253333     | 2003 FA7   | 26 mar 2003 | Wrightwood       | J. W. Young           | Maria     | MPC                           |
| 253334     | 2003 FL9   | 20 mar 2003 | Palomar          | NEAT                  | —         | MPC                           |
| 253335     | 2003 FV17  | 24 mar 2003 | Kitt Peak        | Spacewatch            | —         | MPC                           |
| 253336     | 2003 FD20  | 23 mar 2003 | Palomar          | NEAT                  | —         | MPC                           |
| 253337     | 2003 FC33  | 23 mar 2003 | Kitt Peak        | Spacewatch            | —         | MPC                           |
| 253338     | 2003 FZ35  | 23 mar 2003 | Kitt Peak        | Spacewatch            | —         | MPC                           |
| 253339     | 2003 FX38  | 23 mar 2003 | Kitt Peak        | Spacewatch            | —         | MPC                           |
| 253340     | 2003 FF39  | 24 mar 2003 | Kitt Peak        | Spacewatch            | Vesta     | MPC                           |
| 253341     | 2003 FF44  | 23 mar 2003 | Kitt Peak        | Spacewatch            | —         | MPC                           |
| 253342     | 2003 FW45  | 24 mar 2003 | Kitt Peak        | Spacewatch            | —         | MPC                           |
| 253343     | 2003 FC48  | 24 mar 2003 | Kitt Peak        | Spacewatch            | Vesta     | MPC                           |
| 253344     | 2003 FK53  | 25 mar 2003 | Palomar          | NEAT                  | —         | MPC                           |
| 253345     | 2003 FZ53  | 25 mar 2003 | Haleakala        | NEAT                  | —         | MPC                           |
| 253346     | 2003 FY61  | 26 mar 2003 | Palomar          | NEAT                  | —         | MPC                           |
| 253347     | 2003 FJ64  | 26 mar 2003 | Palomar          | NEAT                  | Vesta     | MPC                           |
| 253348     | 2003 FP71  | 26 mar 2003 | Kitt Peak        | Spacewatch            | Vesta     | MPC                           |
| 253349     | 2003 FT75  | 27 mar 2003 | Palomar          | NEAT                  | —         | MPC                           |
| 253350     | 2003 FG77  | 27 mar 2003 | Palomar          | NEAT                  | —         | MPC                           |
| 253351     | 2003 FO78  | 27 mar 2003 | Kitt Peak        | Spacewatch            | —         | MPC                           |
| 253352     | 2003 FX78  | 27 mar 2003 | Socorro          | LINEAR                | —         | MPC                           |
| 253353     | 2003 FP81  | 27 mar 2003 | Kitt Peak        | Spacewatch            | Flora     | MPC                           |
| 253354     | 2003 FR99  | 31 mar 2003 | Kitt Peak        | Spacewatch            | —         | MPC                           |
| 253355     | 2003 FF130 | 26 mar 2003 | Kitt Peak        | Spacewatch            | —         | MPC                           |
| 253356     | 2003 FA133 | 24 mar 2003 | Kitt Peak        | Spacewatch            | Vesta     | MPC                           |
| 253357     | 2003 FO133 | 27 mar 2003 | Kitt Peak        | Spacewatch            | Vesta     | MPC                           |
| 253358     | 2003 GL2   | 1 abr 2003  | Socorro          | LINEAR                | —         | MPC                           |
| 253359     | 2003 GV12  | 1 abr 2003  | Socorro          | LINEAR                | —         | MPC                           |
| 253360     | 2003 GW17  | 4 abr 2003  | Kitt Peak        | Spacewatch            | —         | MPC                           |
| 253361     | 2003 GZ20  | 3 abr 2003  | Anderson Mesa    | LONEOS                | —         | MPC                           |
| 253362     | 2003 GL24  | 7 abr 2003  | Kitt Peak        | Spacewatch            | Vesta     | MPC                           |
| 253363     | 2003 GW25  | 4 abr 2003  | Kitt Peak        | Spacewatch            | —         | MPC                           |
| 253364     | 2003 GO27  | 7 abr 2003  | Kitt Peak        | Spacewatch            | Vesta     | MPC                           |
| 253365     | 2003 GZ29  | 8 abr 2003  | Kitt Peak        | Spacewatch            | Maria     | MPC                           |
| 253366     | 2003 GA30  | 8 abr 2003  | Reedy Creek      | J. Broughton          | —         | MPC                           |
| 253367     | 2003 GL37  | 7 abr 2003  | Socorro          | LINEAR                | —         | MPC                           |
| 253368     | 2003 GV42  | 9 abr 2003  | Palomar          | NEAT                  | Phocaea   | MPC                           |
| 253369     | 2003 GN53  | 1 abr 2003  | Anderson Mesa    | LONEOS                | —         | MPC                           |
| 253370     | 2003 HW2   | 24 abr 2003 | Kitt Peak        | Spacewatch            | —         | MPC                           |
| 253371     | 2003 HK12  | 26 abr 2003 | Campo Imperatore | CINEOS                | —         | MPC                           |
| 253372     | 2003 HM12  | 26 abr 2003 | Socorro          | LINEAR                | —         | MPC                           |
| 253373     | 2003 HV12  | 24 abr 2003 | Kitt Peak        | Spacewatch            | —         | MPC                           |
| 253374     | 2003 HF24  | 26 abr 2003 | Kitt Peak        | Spacewatch            | —         | MPC                           |
| 253375     | 2003 HF26  | 25 abr 2003 | Anderson Mesa    | LONEOS                | Brangane  | MPC                           |
| 253376     | 2003 HX27  | 26 abr 2003 | Kitt Peak        | Spacewatch            | —         | MPC                           |
| 253377     | 2003 HC43  | 29 abr 2003 | Kitt Peak        | Spacewatch            | Vesta     | MPC                           |
| 253378     | 2003 HJ55  | 25 abr 2003 | Campo Imperatore | CINEOS                | —         | MPC                           |
| 253379     | 2003 HP55  | 28 abr 2003 | Anderson Mesa    | LONEOS                | —         | MPC                           |
| 253380     | 2003 HY58  | 30 abr 2003 | Kitt Peak        | Spacewatch            | Vesta     | MPC                           |
| 253381     | 2003 JK1   | 1 mai 2003  | Socorro          | LINEAR                | —         | MPC                           |
| 253382     | 2003 JG8   | 2 mai 2003  | Socorro          | LINEAR                | Vesta     | MPC                           |
| 253383     | 2003 KA    | 20 mai 2003 | Wrightwood       | J. W. Young           | Brangane  | MPC                           |
| 253384     | 2003 KQ3   | 22 mai 2003 | Reedy Creek      | J. Broughton          | —         | MPC                           |
| 253385     | 2003 KM4   | 22 mai 2003 | Kitt Peak        | Spacewatch            | —         | MPC                           |
| 253386     | 2003 KA13  | 27 mai 2003 | Kitt Peak        | Spacewatch            | Brangane  | MPC                           |
| 253387     | 2003 KA14  | 25 mai 2003 | Haleakala        | NEAT                  | —         | MPC                           |
| 253388     | 2003 KB19  | 29 mai 2003 | Kitt Peak        | Spacewatch            | —         | MPC                           |
| 253389     | 2003 KQ25  | 31 mai 2003 | Cerro Tololo     | M. W. Buie            | —         | MPC                           |
| 253390     | 2003 KL32  | 27 mai 2003 | Kitt Peak        | Spacewatch            | —         | MPC                           |
| 253391     | 2003 LM1   | 2 jun 2003  | Socorro          | LINEAR                | —         | MPC                           |
| 253392     | 2003 MY    | 23 jun 2003 | Socorro          | LINEAR                | —         | MPC                           |
| 253393     | 2003 MZ5   | 26 jun 2003 | Socorro          | LINEAR                | —         | MPC                           |
| 253394     | 2003 NZ12  | 7 jul 2003  | Kitt Peak        | Spacewatch            | —         | MPC                           |
| 253395     | 2003 NA13  | 7 jul 2003  | Kitt Peak        | Spacewatch            | —         | MPC                           |
| 253396     | 2003 OL6   | 22 jul 2003 | Campo Imperatore | CINEOS                | —         | MPC                           |
| 253397     | 2003 OS8   | 26 jul 2003 | Reedy Creek      | J. Broughton          | —         | MPC                           |
| 253398     | 2003 OE20  | 30 jul 2003 | Campo Imperatore | CINEOS                | Ursula    | MPC                           |
| 253399     | 2003 OD27  | 24 jul 2003 | Palomar          | NEAT                  | —         | MPC                           |
| 253400     | 2003 OA28  | 24 jul 2003 | Palomar          | NEAT                  | —         | MPC                           |

## 253401–253500
| Designação       | Designação | Descoberta  | Descoberta        | Descobridor(es)         | Categoria | Mais informações / Referência |
| Permanente       | Provisória | Data        | Local             | Descobridor(es)         | Categoria | Mais informações / Referência |
| ---------------- | ---------- | ----------- | ----------------- | ----------------------- | --------- | ----------------------------- |
| 253401           | 2003 PB3   | 2 ago 2003  | Haleakala         | NEAT                    | —         | MPC                           |
| 253402           | 2003 PR3   | 2 ago 2003  | Haleakala         | NEAT                    | —         | MPC                           |
| 253403           | 2003 PJ5   | 4 ago 2003  | Socorro           | LINEAR                  | —         | MPC                           |
| 253404           | 2003 PF7   | 1 ago 2003  | Haleakala         | NEAT                    | —         | MPC                           |
| 253405           | 2003 QE    | 18 ago 2003 | Campo Imperatore  | CINEOS                  | —         | MPC                           |
| 253406           | 2003 QY3   | 18 ago 2003 | Haleakala         | NEAT                    | —         | MPC                           |
| 253407           | 2003 QV9   | 20 ago 2003 | Reedy Creek       | J. Broughton            | —         | MPC                           |
| 253408           | 2003 QM14  | 20 ago 2003 | Palomar           | NEAT                    | —         | MPC                           |
| 253409           | 2003 QW15  | 20 ago 2003 | Palomar           | NEAT                    | —         | MPC                           |
| 253410           | 2003 QR19  | 22 ago 2003 | Palomar           | NEAT                    | —         | MPC                           |
| 253411           | 2003 QP20  | 22 ago 2003 | Palomar           | NEAT                    | —         | MPC                           |
| 253412 Ráskaylea | 2003 QU29  | 23 ago 2003 | Piszkéstető       | K. Sárneczky, B. Sipőcz | —         | MPC                           |
| 253413           | 2003 QF30  | 22 ago 2003 | Reedy Creek       | J. Broughton            | —         | MPC                           |
| 253414           | 2003 QM33  | 22 ago 2003 | Palomar           | NEAT                    | —         | MPC                           |
| 253415           | 2003 QP36  | 22 ago 2003 | Palomar           | NEAT                    | —         | MPC                           |
| 253416           | 2003 QR36  | 22 ago 2003 | Palomar           | NEAT                    | —         | MPC                           |
| 253417           | 2003 QV37  | 22 ago 2003 | Socorro           | LINEAR                  | —         | MPC                           |
| 253418           | 2003 QP39  | 22 ago 2003 | Socorro           | LINEAR                  | —         | MPC                           |
| 253419           | 2003 QZ40  | 22 ago 2003 | Socorro           | LINEAR                  | —         | MPC                           |
| 253420           | 2003 QV43  | 22 ago 2003 | Haleakala         | NEAT                    | —         | MPC                           |
| 253421           | 2003 QO44  | 23 ago 2003 | Palomar           | NEAT                    | —         | MPC                           |
| 253422           | 2003 QT45  | 23 ago 2003 | Palomar           | NEAT                    | —         | MPC                           |
| 253423           | 2003 QY48  | 22 ago 2003 | Palomar           | NEAT                    | —         | MPC                           |
| 253424           | 2003 QR49  | 22 ago 2003 | Socorro           | LINEAR                  | —         | MPC                           |
| 253425           | 2003 QA53  | 23 ago 2003 | Socorro           | LINEAR                  | —         | MPC                           |
| 253426           | 2003 QD53  | 23 ago 2003 | Socorro           | LINEAR                  | —         | MPC                           |
| 253427           | 2003 QM56  | 23 ago 2003 | Socorro           | LINEAR                  | —         | MPC                           |
| 253428           | 2003 QW59  | 23 ago 2003 | Socorro           | LINEAR                  | —         | MPC                           |
| 253429           | 2003 QH62  | 23 ago 2003 | Socorro           | LINEAR                  | —         | MPC                           |
| 253430           | 2003 QL63  | 23 ago 2003 | Socorro           | LINEAR                  | —         | MPC                           |
| 253431           | 2003 QN63  | 23 ago 2003 | Socorro           | LINEAR                  | —         | MPC                           |
| 253432           | 2003 QR64  | 23 ago 2003 | Socorro           | LINEAR                  | —         | MPC                           |
| 253433           | 2003 QK74  | 24 ago 2003 | Socorro           | LINEAR                  | —         | MPC                           |
| 253434           | 2003 QP87  | 25 ago 2003 | Socorro           | LINEAR                  | —         | MPC                           |
| 253435           | 2003 QF99  | 30 ago 2003 | Haleakala         | NEAT                    | —         | MPC                           |
| 253436           | 2003 QK106 | 31 ago 2003 | Socorro           | LINEAR                  | —         | MPC                           |
| 253437           | 2003 QV106 | 30 ago 2003 | Haleakala         | NEAT                    | —         | MPC                           |
| 253438           | 2003 QD111 | 31 ago 2003 | Socorro           | LINEAR                  | —         | MPC                           |
| 253439           | 2003 QF111 | 31 ago 2003 | Socorro           | LINEAR                  | —         | MPC                           |
| 253440           | 2003 QS111 | 31 ago 2003 | Haleakala         | NEAT                    | —         | MPC                           |
| 253441           | 2003 QJ115 | 31 ago 2003 | Socorro           | LINEAR                  | —         | MPC                           |
| 253442           | 2003 RZ    | 1 set 2003  | Socorro           | LINEAR                  | —         | MPC                           |
| 253443           | 2003 RX3   | 1 set 2003  | Socorro           | LINEAR                  | —         | MPC                           |
| 253444           | 2003 RA6   | 4 set 2003  | Campo Imperatore  | CINEOS                  | —         | MPC                           |
| 253445           | 2003 RQ6   | 1 set 2003  | Socorro           | LINEAR                  | —         | MPC                           |
| 253446           | 2003 RU10  | 12 set 2003 | Anderson Mesa     | LONEOS                  | —         | MPC                           |
| 253447           | 2003 RJ16  | 14 set 2003 | Haleakala         | NEAT                    | —         | MPC                           |
| 253448           | 2003 RU17  | 15 set 2003 | Palomar           | NEAT                    | —         | MPC                           |
| 253449           | 2003 RX18  | 15 set 2003 | Anderson Mesa     | LONEOS                  | —         | MPC                           |
| 253450           | 2003 RU21  | 13 set 2003 | Haleakala         | NEAT                    | —         | MPC                           |
| 253451           | 2003 RS23  | 14 set 2003 | Palomar           | NEAT                    | —         | MPC                           |
| 253452           | 2003 RY23  | 14 set 2003 | Haleakala         | NEAT                    | —         | MPC                           |
| 253453           | 2003 RD26  | 3 set 2003  | Bergisch Gladbach | W. Bickel               | —         | MPC                           |
| 253454           | 2003 RB27  | 1 set 2003  | Socorro           | LINEAR                  | —         | MPC                           |
| 253455           | 2003 SK3   | 16 set 2003 | Palomar           | NEAT                    | —         | MPC                           |
| 253456           | 2003 SS5   | 16 set 2003 | Palomar           | NEAT                    | —         | MPC                           |
| 253457           | 2003 SE6   | 16 set 2003 | Kitt Peak         | Spacewatch              | —         | MPC                           |
| 253458           | 2003 SG7   | 16 set 2003 | Kitt Peak         | Spacewatch              | —         | MPC                           |
| 253459           | 2003 SQ8   | 16 set 2003 | Kitt Peak         | Spacewatch              | —         | MPC                           |
| 253460           | 2003 SU8   | 17 set 2003 | Kitt Peak         | Spacewatch              | —         | MPC                           |
| 253461           | 2003 SL9   | 17 set 2003 | Kitt Peak         | Spacewatch              | —         | MPC                           |
| 253462           | 2003 SR13  | 16 set 2003 | Kitt Peak         | Spacewatch              | —         | MPC                           |
| 253463           | 2003 SJ18  | 16 set 2003 | Kitt Peak         | Spacewatch              | —         | MPC                           |
| 253464           | 2003 SA19  | 16 set 2003 | Kitt Peak         | Spacewatch              | —         | MPC                           |
| 253465           | 2003 SC25  | 17 set 2003 | Kitt Peak         | Spacewatch              | —         | MPC                           |
| 253466           | 2003 SS25  | 17 set 2003 | Kitt Peak         | Spacewatch              | —         | MPC                           |
| 253467           | 2003 SW31  | 18 set 2003 | Kitt Peak         | Spacewatch              | —         | MPC                           |
| 253468           | 2003 SB33  | 18 set 2003 | Palomar           | NEAT                    | —         | MPC                           |
| 253469           | 2003 SV33  | 18 set 2003 | Socorro           | LINEAR                  | —         | MPC                           |
| 253470           | 2003 SD39  | 16 set 2003 | Palomar           | NEAT                    | —         | MPC                           |
| 253471           | 2003 SS43  | 16 set 2003 | Anderson Mesa     | LONEOS                  | —         | MPC                           |
| 253472           | 2003 SY44  | 16 set 2003 | Anderson Mesa     | LONEOS                  | —         | MPC                           |
| 253473           | 2003 SO46  | 16 set 2003 | Anderson Mesa     | LONEOS                  | —         | MPC                           |
| 253474           | 2003 SG54  | 16 set 2003 | Anderson Mesa     | LONEOS                  | —         | MPC                           |
| 253475           | 2003 SJ55  | 16 set 2003 | Anderson Mesa     | LONEOS                  | —         | MPC                           |
| 253476           | 2003 ST55  | 16 set 2003 | Anderson Mesa     | LONEOS                  | —         | MPC                           |
| 253477           | 2003 SC63  | 17 set 2003 | Kitt Peak         | Spacewatch              | —         | MPC                           |
| 253478           | 2003 SH66  | 18 set 2003 | Socorro           | LINEAR                  | —         | MPC                           |
| 253479           | 2003 SU67  | 16 set 2003 | Kitt Peak         | Spacewatch              | —         | MPC                           |
| 253480           | 2003 SK71  | 18 set 2003 | Kitt Peak         | Spacewatch              | —         | MPC                           |
| 253481           | 2003 SY73  | 18 set 2003 | Kitt Peak         | Spacewatch              | —         | MPC                           |
| 253482           | 2003 SM75  | 18 set 2003 | Kitt Peak         | Spacewatch              | —         | MPC                           |
| 253483           | 2003 SW79  | 19 set 2003 | Kitt Peak         | Spacewatch              | —         | MPC                           |
| 253484           | 2003 SR81  | 19 set 2003 | Haleakala         | NEAT                    | —         | MPC                           |
| 253485           | 2003 SB83  | 18 set 2003 | Kitt Peak         | Spacewatch              | —         | MPC                           |
| 253486           | 2003 SB84  | 19 set 2003 | Palomar           | NEAT                    | —         | MPC                           |
| 253487           | 2003 SF86  | 16 set 2003 | Palomar           | NEAT                    | —         | MPC                           |
| 253488           | 2003 SD87  | 17 set 2003 | Socorro           | LINEAR                  | —         | MPC                           |
| 253489           | 2003 SC91  | 18 set 2003 | Palomar           | NEAT                    | —         | MPC                           |
| 253490           | 2003 SJ91  | 18 set 2003 | Socorro           | LINEAR                  | —         | MPC                           |
| 253491           | 2003 SL91  | 18 set 2003 | Palomar           | NEAT                    | —         | MPC                           |
| 253492           | 2003 SM94  | 19 set 2003 | Campo Imperatore  | CINEOS                  | —         | MPC                           |
| 253493           | 2003 SG95  | 19 set 2003 | Palomar           | NEAT                    | —         | MPC                           |
| 253494           | 2003 SZ103 | 20 set 2003 | Socorro           | LINEAR                  | —         | MPC                           |
| 253495           | 2003 SE107 | 20 set 2003 | Palomar           | NEAT                    | —         | MPC                           |
| 253496           | 2003 SQ107 | 20 set 2003 | Palomar           | NEAT                    | —         | MPC                           |
| 253497           | 2003 ST107 | 20 set 2003 | Palomar           | NEAT                    | —         | MPC                           |
| 253498           | 2003 SS109 | 20 set 2003 | Kitt Peak         | Spacewatch              | —         | MPC                           |
| 253499           | 2003 SD112 | 20 set 2003 | Socorro           | LINEAR                  | Mitidika  | MPC                           |
| 253500           | 2003 SW117 | 16 set 2003 | Kitt Peak         | Spacewatch              | —         | MPC                           |

## 253501–253600
| Designação       | Designação | Descoberta  | Descoberta        | Descobridor(es)       | Categoria | Mais informações / Referência |
| Permanente       | Provisória | Data        | Local             | Descobridor(es)       | Categoria | Mais informações / Referência |
| ---------------- | ---------- | ----------- | ----------------- | --------------------- | --------- | ----------------------------- |
| 253501           | 2003 SF118 | 16 set 2003 | Palomar           | NEAT                  | —         | MPC                           |
| 253502           | 2003 SY122 | 18 set 2003 | Socorro           | LINEAR                | —         | MPC                           |
| 253503           | 2003 SX125 | 19 set 2003 | Socorro           | LINEAR                | —         | MPC                           |
| 253504           | 2003 SB126 | 19 set 2003 | Socorro           | LINEAR                | —         | MPC                           |
| 253505           | 2003 SC136 | 19 set 2003 | Campo Imperatore  | CINEOS                | —         | MPC                           |
| 253506           | 2003 SQ138 | 20 set 2003 | Palomar           | NEAT                  | —         | MPC                           |
| 253507           | 2003 SP145 | 20 set 2003 | Socorro           | LINEAR                | —         | MPC                           |
| 253508           | 2003 SH147 | 20 set 2003 | Palomar           | NEAT                  | —         | MPC                           |
| 253509           | 2003 SY148 | 16 set 2003 | Kitt Peak         | Spacewatch            | —         | MPC                           |
| 253510           | 2003 SY149 | 17 set 2003 | Socorro           | LINEAR                | —         | MPC                           |
| 253511           | 2003 SN150 | 17 set 2003 | Socorro           | LINEAR                | —         | MPC                           |
| 253512           | 2003 SY150 | 17 set 2003 | Socorro           | LINEAR                | —         | MPC                           |
| 253513           | 2003 SE152 | 19 set 2003 | Anderson Mesa     | LONEOS                | —         | MPC                           |
| 253514           | 2003 ST152 | 19 set 2003 | Anderson Mesa     | LONEOS                | —         | MPC                           |
| 253515           | 2003 SO159 | 22 set 2003 | Kitt Peak         | Spacewatch            | —         | MPC                           |
| 253516           | 2003 SH160 | 21 set 2003 | Socorro           | LINEAR                | —         | MPC                           |
| 253517           | 2003 SM161 | 18 set 2003 | Socorro           | LINEAR                | —         | MPC                           |
| 253518           | 2003 SV167 | 22 set 2003 | Haleakala         | NEAT                  | —         | MPC                           |
| 253519           | 2003 SF168 | 23 set 2003 | Haleakala         | NEAT                  | —         | MPC                           |
| 253520           | 2003 SD172 | 18 set 2003 | Socorro           | LINEAR                | —         | MPC                           |
| 253521           | 2003 SQ178 | 19 set 2003 | Socorro           | LINEAR                | —         | MPC                           |
| 253522           | 2003 SS181 | 20 set 2003 | Anderson Mesa     | LONEOS                | —         | MPC                           |
| 253523           | 2003 SH183 | 21 set 2003 | Kitt Peak         | Spacewatch            | —         | MPC                           |
| 253524           | 2003 SF186 | 22 set 2003 | Anderson Mesa     | LONEOS                | —         | MPC                           |
| 253525           | 2003 ST187 | 22 set 2003 | Kitt Peak         | Spacewatch            | —         | MPC                           |
| 253526           | 2003 SP188 | 22 set 2003 | Socorro           | LINEAR                | —         | MPC                           |
| 253527           | 2003 SD189 | 22 set 2003 | Anderson Mesa     | LONEOS                | —         | MPC                           |
| 253528           | 2003 SP190 | 17 set 2003 | Kitt Peak         | Spacewatch            | —         | MPC                           |
| 253529           | 2003 SN191 | 19 set 2003 | Kitt Peak         | Spacewatch            | —         | MPC                           |
| 253530           | 2003 SJ193 | 20 set 2003 | Palomar           | NEAT                  | —         | MPC                           |
| 253531           | 2003 SQ198 | 21 set 2003 | Anderson Mesa     | LONEOS                | —         | MPC                           |
| 253532           | 2003 SJ202 | 22 set 2003 | Anderson Mesa     | LONEOS                | —         | MPC                           |
| 253533           | 2003 SO206 | 25 set 2003 | Haleakala         | NEAT                  | —         | MPC                           |
| 253534           | 2003 SB209 | 24 set 2003 | Palomar           | NEAT                  | —         | MPC                           |
| 253535           | 2003 SA210 | 25 set 2003 | Haleakala         | NEAT                  | —         | MPC                           |
| 253536 Tymchenko | 2003 SB215 | 22 set 2003 | Andrushivka       | Andrushivka Obs.      | —         | MPC                           |
| 253537           | 2003 SP218 | 28 set 2003 | Desert Eagle      | W. K. Y. Yeung        | —         | MPC                           |
| 253538           | 2003 SX220 | 29 set 2003 | Desert Eagle      | W. K. Y. Yeung        | —         | MPC                           |
| 253539           | 2003 SX223 | 30 set 2003 | Desert Eagle      | W. K. Y. Yeung        | —         | MPC                           |
| 253540           | 2003 SF227 | 27 set 2003 | Kitt Peak         | Spacewatch            | —         | MPC                           |
| 253541           | 2003 SK229 | 27 set 2003 | Kitt Peak         | Spacewatch            | —         | MPC                           |
| 253542           | 2003 SF233 | 25 set 2003 | Palomar           | NEAT                  | —         | MPC                           |
| 253543           | 2003 SS233 | 25 set 2003 | Palomar           | NEAT                  | —         | MPC                           |
| 253544           | 2003 SQ234 | 25 set 2003 | Haleakala         | NEAT                  | —         | MPC                           |
| 253545           | 2003 SL236 | 26 set 2003 | Socorro           | LINEAR                | —         | MPC                           |
| 253546           | 2003 SZ237 | 26 set 2003 | Socorro           | LINEAR                | —         | MPC                           |
| 253547           | 2003 SF240 | 27 set 2003 | Socorro           | LINEAR                | —         | MPC                           |
| 253548           | 2003 SZ243 | 28 set 2003 | Socorro           | LINEAR                | —         | MPC                           |
| 253549           | 2003 SO245 | 26 set 2003 | Socorro           | LINEAR                | —         | MPC                           |
| 253550           | 2003 SH246 | 26 set 2003 | Socorro           | LINEAR                | —         | MPC                           |
| 253551           | 2003 SH249 | 26 set 2003 | Socorro           | LINEAR                | —         | MPC                           |
| 253552           | 2003 SN251 | 26 set 2003 | Socorro           | LINEAR                | —         | MPC                           |
| 253553           | 2003 SZ252 | 27 set 2003 | Kitt Peak         | Spacewatch            | —         | MPC                           |
| 253554           | 2003 SJ254 | 27 set 2003 | Socorro           | LINEAR                | —         | MPC                           |
| 253555           | 2003 SB256 | 27 set 2003 | Kitt Peak         | Spacewatch            | —         | MPC                           |
| 253556           | 2003 SH258 | 28 set 2003 | Kitt Peak         | Spacewatch            | —         | MPC                           |
| 253557           | 2003 SK258 | 28 set 2003 | Kitt Peak         | Spacewatch            | —         | MPC                           |
| 253558           | 2003 SJ259 | 28 set 2003 | Kitt Peak         | Spacewatch            | —         | MPC                           |
| 253559           | 2003 SK259 | 28 set 2003 | Kitt Peak         | Spacewatch            | —         | MPC                           |
| 253560           | 2003 SF261 | 27 set 2003 | Socorro           | LINEAR                | —         | MPC                           |
| 253561           | 2003 SR266 | 29 set 2003 | Socorro           | LINEAR                | —         | MPC                           |
| 253562           | 2003 SH268 | 29 set 2003 | Kitt Peak         | Spacewatch            | —         | MPC                           |
| 253563           | 2003 SK269 | 21 set 2003 | Bergisch Gladbach | W. Bickel             | —         | MPC                           |
| 253564           | 2003 SV269 | 24 set 2003 | Haleakala         | NEAT                  | —         | MPC                           |
| 253565           | 2003 SK271 | 25 set 2003 | Haleakala         | NEAT                  | —         | MPC                           |
| 253566           | 2003 ST272 | 27 set 2003 | Socorro           | LINEAR                | —         | MPC                           |
| 253567           | 2003 SX275 | 29 set 2003 | Socorro           | LINEAR                | —         | MPC                           |
| 253568           | 2003 SF276 | 29 set 2003 | Kitt Peak         | Spacewatch            | —         | MPC                           |
| 253569           | 2003 SC281 | 18 set 2003 | Kitt Peak         | Spacewatch            | —         | MPC                           |
| 253570           | 2003 ST288 | 28 set 2003 | Socorro           | LINEAR                | —         | MPC                           |
| 253571           | 2003 SY290 | 29 set 2003 | Socorro           | LINEAR                | —         | MPC                           |
| 253572           | 2003 SP304 | 17 set 2003 | Palomar           | NEAT                  | —         | MPC                           |
| 253573           | 2003 SP306 | 30 set 2003 | Socorro           | LINEAR                | —         | MPC                           |
| 253574           | 2003 SZ308 | 30 set 2003 | Anderson Mesa     | LONEOS                | —         | MPC                           |
| 253575           | 2003 SY309 | 28 set 2003 | Socorro           | LINEAR                | —         | MPC                           |
| 253576           | 2003 SH311 | 29 set 2003 | Socorro           | LINEAR                | —         | MPC                           |
| 253577           | 2003 SM311 | 29 set 2003 | Socorro           | LINEAR                | —         | MPC                           |
| 253578           | 2003 SS321 | 22 set 2003 | Palomar           | NEAT                  | —         | MPC                           |
| 253579           | 2003 SW326 | 18 set 2003 | Kitt Peak         | Spacewatch            | —         | MPC                           |
| 253580           | 2003 SR332 | 29 set 2003 | Kitt Peak         | Spacewatch            | —         | MPC                           |
| 253581           | 2003 SZ333 | 22 set 2003 | Anderson Mesa     | LONEOS                | —         | MPC                           |
| 253582           | 2003 SC337 | 28 set 2003 | Apache Point      | SDSS                  | —         | MPC                           |
| 253583           | 2003 SV337 | 18 set 2003 | Kitt Peak         | Spacewatch            | —         | MPC                           |
| 253584           | 2003 SY342 | 17 set 2003 | Kitt Peak         | Spacewatch            | —         | MPC                           |
| 253585           | 2003 SJ359 | 21 set 2003 | Kitt Peak         | Spacewatch            | —         | MPC                           |
| 253586           | 2003 TX7   | 14 out 2003 | Palomar           | NEAT                  | —         | MPC                           |
| 253587           | 2003 TH10  | 14 out 2003 | New Milford       | John J. McCarthy Obs. | —         | MPC                           |
| 253588           | 2003 TV11  | 14 out 2003 | Anderson Mesa     | LONEOS                | —         | MPC                           |
| 253589           | 2003 TX11  | 14 out 2003 | Anderson Mesa     | LONEOS                | —         | MPC                           |
| 253590           | 2003 TE12  | 14 out 2003 | Anderson Mesa     | LONEOS                | —         | MPC                           |
| 253591           | 2003 TN12  | 14 out 2003 | Anderson Mesa     | LONEOS                | —         | MPC                           |
| 253592           | 2003 TV12  | 15 out 2003 | Junk Bond         | Junk Bond Obs.        | —         | MPC                           |
| 253593           | 2003 TG13  | 15 out 2003 | Anderson Mesa     | LONEOS                | —         | MPC                           |
| 253594           | 2003 TE15  | 15 out 2003 | Anderson Mesa     | LONEOS                | —         | MPC                           |
| 253595           | 2003 TJ15  | 15 out 2003 | Anderson Mesa     | LONEOS                | —         | MPC                           |
| 253596           | 2003 TM18  | 15 out 2003 | Anderson Mesa     | LONEOS                | —         | MPC                           |
| 253597           | 2003 UT4   | 17 out 2003 | Socorro           | LINEAR                | —         | MPC                           |
| 253598           | 2003 UZ4   | 17 out 2003 | Socorro           | LINEAR                | —         | MPC                           |
| 253599           | 2003 UZ8   | 17 out 2003 | Socorro           | LINEAR                | —         | MPC                           |
| 253600           | 2003 UY10  | 20 out 2003 | Palomar           | NEAT                  | —         | MPC                           |

## 253601–253700
| Designação | Designação | Descoberta  | Descoberta    | Descobridor(es) | Categoria | Mais informações / Referência |
| Permanente | Provisória | Data        | Local         | Descobridor(es) | Categoria | Mais informações / Referência |
| ---------- | ---------- | ----------- | ------------- | --------------- | --------- | ----------------------------- |
| 253601     | 2003 UU13  | 16 out 2003 | Uccle         | T. Pauwels      | —         | MPC                           |
| 253602     | 2003 UE20  | 21 out 2003 | Anderson Mesa | LONEOS          | —         | MPC                           |
| 253603     | 2003 UM23  | 22 out 2003 | Kitt Peak     | Spacewatch      | —         | MPC                           |
| 253604     | 2003 UE24  | 23 out 2003 | Junk Bond     | Junk Bond Obs.  | —         | MPC                           |
| 253605     | 2003 UV24  | 17 out 2003 | Anderson Mesa | LONEOS          | —         | MPC                           |
| 253606     | 2003 UY24  | 18 out 2003 | Kitt Peak     | Spacewatch      | —         | MPC                           |
| 253607     | 2003 UV25  | 18 out 2003 | Anderson Mesa | LONEOS          | —         | MPC                           |
| 253608     | 2003 UJ35  | 16 out 2003 | Kitt Peak     | Spacewatch      | —         | MPC                           |
| 253609     | 2003 UU39  | 16 out 2003 | Kitt Peak     | Spacewatch      | —         | MPC                           |
| 253610     | 2003 UZ49  | 16 out 2003 | Haleakala     | NEAT            | —         | MPC                           |
| 253611     | 2003 UL50  | 17 out 2003 | Kitt Peak     | Spacewatch      | —         | MPC                           |
| 253612     | 2003 UT50  | 18 out 2003 | Kitt Peak     | Spacewatch      | —         | MPC                           |
| 253613     | 2003 UJ52  | 18 out 2003 | Palomar       | NEAT            | —         | MPC                           |
| 253614     | 2003 UM55  | 18 out 2003 | Palomar       | NEAT            | —         | MPC                           |
| 253615     | 2003 UF58  | 16 out 2003 | Kitt Peak     | Spacewatch      | —         | MPC                           |
| 253616     | 2003 UA61  | 16 out 2003 | Palomar       | NEAT            | —         | MPC                           |
| 253617     | 2003 UC63  | 16 out 2003 | Palomar       | NEAT            | —         | MPC                           |
| 253618     | 2003 UN63  | 16 out 2003 | Palomar       | NEAT            | —         | MPC                           |
| 253619     | 2003 UZ66  | 23 out 2003 | Kvistaberg    | UDAS            | —         | MPC                           |
| 253620     | 2003 UR77  | 17 out 2003 | Kitt Peak     | Spacewatch      | —         | MPC                           |
| 253621     | 2003 UJ81  | 16 out 2003 | Anderson Mesa | LONEOS          | —         | MPC                           |
| 253622     | 2003 UQ81  | 16 out 2003 | Haleakala     | NEAT            | —         | MPC                           |
| 253623     | 2003 UD82  | 19 out 2003 | Kitt Peak     | Spacewatch      | —         | MPC                           |
| 253624     | 2003 UA86  | 18 out 2003 | Palomar       | NEAT            | —         | MPC                           |
| 253625     | 2003 UB87  | 18 out 2003 | Palomar       | NEAT            | —         | MPC                           |
| 253626     | 2003 UV90  | 20 out 2003 | Socorro       | LINEAR          | —         | MPC                           |
| 253627     | 2003 UT93  | 18 out 2003 | Kitt Peak     | Spacewatch      | —         | MPC                           |
| 253628     | 2003 UO95  | 18 out 2003 | Kitt Peak     | Spacewatch      | —         | MPC                           |
| 253629     | 2003 UO97  | 19 out 2003 | Kitt Peak     | Spacewatch      | —         | MPC                           |
| 253630     | 2003 UM98  | 19 out 2003 | Anderson Mesa | LONEOS          | —         | MPC                           |
| 253631     | 2003 UN101 | 20 out 2003 | Kitt Peak     | Spacewatch      | —         | MPC                           |
| 253632     | 2003 UK102 | 20 out 2003 | Socorro       | LINEAR          | —         | MPC                           |
| 253633     | 2003 UV103 | 20 out 2003 | Palomar       | NEAT            | —         | MPC                           |
| 253634     | 2003 UE106 | 18 out 2003 | Kitt Peak     | Spacewatch      | —         | MPC                           |
| 253635     | 2003 UO107 | 19 out 2003 | Kitt Peak     | Spacewatch      | —         | MPC                           |
| 253636     | 2003 UR107 | 19 out 2003 | Kitt Peak     | Spacewatch      | —         | MPC                           |
| 253637     | 2003 UN108 | 19 out 2003 | Kitt Peak     | Spacewatch      | —         | MPC                           |
| 253638     | 2003 UB109 | 19 out 2003 | Palomar       | NEAT            | —         | MPC                           |
| 253639     | 2003 UW112 | 20 out 2003 | Socorro       | LINEAR          | —         | MPC                           |
| 253640     | 2003 UV114 | 20 out 2003 | Kitt Peak     | Spacewatch      | —         | MPC                           |
| 253641     | 2003 UX115 | 20 out 2003 | Palomar       | NEAT            | —         | MPC                           |
| 253642     | 2003 UM116 | 21 out 2003 | Socorro       | LINEAR          | —         | MPC                           |
| 253643     | 2003 UN119 | 18 out 2003 | Kitt Peak     | Spacewatch      | —         | MPC                           |
| 253644     | 2003 UP125 | 20 out 2003 | Socorro       | LINEAR          | —         | MPC                           |
| 253645     | 2003 UE127 | 21 out 2003 | Kitt Peak     | Spacewatch      | —         | MPC                           |
| 253646     | 2003 US127 | 21 out 2003 | Kitt Peak     | Spacewatch      | —         | MPC                           |
| 253647     | 2003 UD129 | 21 out 2003 | Kitt Peak     | Spacewatch      | —         | MPC                           |
| 253648     | 2003 UK133 | 20 out 2003 | Socorro       | LINEAR          | —         | MPC                           |
| 253649     | 2003 UM139 | 16 out 2003 | Palomar       | NEAT            | —         | MPC                           |
| 253650     | 2003 UA140 | 16 out 2003 | Anderson Mesa | LONEOS          | —         | MPC                           |
| 253651     | 2003 UU143 | 18 out 2003 | Anderson Mesa | LONEOS          | —         | MPC                           |
| 253652     | 2003 UP148 | 19 out 2003 | Kitt Peak     | Spacewatch      | —         | MPC                           |
| 253653     | 2003 UX149 | 20 out 2003 | Socorro       | LINEAR          | —         | MPC                           |
| 253654     | 2003 UY149 | 20 out 2003 | Kitt Peak     | Spacewatch      | —         | MPC                           |
| 253655     | 2003 UG155 | 20 out 2003 | Socorro       | LINEAR          | —         | MPC                           |
| 253656     | 2003 UK159 | 20 out 2003 | Kitt Peak     | Spacewatch      | —         | MPC                           |
| 253657     | 2003 UG161 | 21 out 2003 | Kitt Peak     | Spacewatch      | —         | MPC                           |
| 253658     | 2003 UK161 | 21 out 2003 | Anderson Mesa | LONEOS          | —         | MPC                           |
| 253659     | 2003 UA164 | 21 out 2003 | Socorro       | LINEAR          | —         | MPC                           |
| 253660     | 2003 UF164 | 21 out 2003 | Socorro       | LINEAR          | —         | MPC                           |
| 253661     | 2003 UV165 | 21 out 2003 | Kitt Peak     | Spacewatch      | Mitidika  | MPC                           |
| 253662     | 2003 UC170 | 22 out 2003 | Kitt Peak     | Spacewatch      | —         | MPC                           |
| 253663     | 2003 UC176 | 21 out 2003 | Anderson Mesa | LONEOS          | —         | MPC                           |
| 253664     | 2003 UV178 | 21 out 2003 | Socorro       | LINEAR          | —         | MPC                           |
| 253665     | 2003 UR179 | 21 out 2003 | Socorro       | LINEAR          | —         | MPC                           |
| 253666     | 2003 UE186 | 22 out 2003 | Socorro       | LINEAR          | —         | MPC                           |
| 253667     | 2003 UX186 | 22 out 2003 | Socorro       | LINEAR          | —         | MPC                           |
| 253668     | 2003 UQ190 | 23 out 2003 | Anderson Mesa | LONEOS          | —         | MPC                           |
| 253669     | 2003 UH194 | 20 out 2003 | Socorro       | LINEAR          | —         | MPC                           |
| 253670     | 2003 UL195 | 20 out 2003 | Kitt Peak     | Spacewatch      | —         | MPC                           |
| 253671     | 2003 UB201 | 21 out 2003 | Socorro       | LINEAR          | —         | MPC                           |
| 253672     | 2003 UW202 | 21 out 2003 | Palomar       | NEAT            | —         | MPC                           |
| 253673     | 2003 UA211 | 23 out 2003 | Kitt Peak     | Spacewatch      | —         | MPC                           |
| 253674     | 2003 UZ211 | 23 out 2003 | Kitt Peak     | Spacewatch      | —         | MPC                           |
| 253675     | 2003 UH216 | 21 out 2003 | Socorro       | LINEAR          | —         | MPC                           |
| 253676     | 2003 UR219 | 21 out 2003 | Kitt Peak     | Spacewatch      | —         | MPC                           |
| 253677     | 2003 UH222 | 22 out 2003 | Socorro       | LINEAR          | —         | MPC                           |
| 253678     | 2003 UU222 | 22 out 2003 | Socorro       | LINEAR          | —         | MPC                           |
| 253679     | 2003 UY223 | 22 out 2003 | Socorro       | LINEAR          | —         | MPC                           |
| 253680     | 2003 US225 | 22 out 2003 | Kitt Peak     | Spacewatch      | —         | MPC                           |
| 253681     | 2003 UO226 | 22 out 2003 | Kitt Peak     | Spacewatch      | —         | MPC                           |
| 253682     | 2003 UW226 | 23 out 2003 | Kitt Peak     | Spacewatch      | —         | MPC                           |
| 253683     | 2003 UW228 | 23 out 2003 | Anderson Mesa | LONEOS          | —         | MPC                           |
| 253684     | 2003 UP229 | 23 out 2003 | Anderson Mesa | LONEOS          | —         | MPC                           |
| 253685     | 2003 UM232 | 24 out 2003 | Socorro       | LINEAR          | —         | MPC                           |
| 253686     | 2003 UD234 | 24 out 2003 | Socorro       | LINEAR          | —         | MPC                           |
| 253687     | 2003 UY236 | 23 out 2003 | Kitt Peak     | Spacewatch      | —         | MPC                           |
| 253688     | 2003 UO238 | 24 out 2003 | Socorro       | LINEAR          | —         | MPC                           |
| 253689     | 2003 UR251 | 25 out 2003 | Kvistaberg    | UDAS            | —         | MPC                           |
| 253690     | 2003 UM252 | 26 out 2003 | Kitt Peak     | Spacewatch      | —         | MPC                           |
| 253691     | 2003 UQ257 | 25 out 2003 | Socorro       | LINEAR          | —         | MPC                           |
| 253692     | 2003 UH260 | 25 out 2003 | Socorro       | LINEAR          | —         | MPC                           |
| 253693     | 2003 UY260 | 26 out 2003 | Kitt Peak     | Spacewatch      | —         | MPC                           |
| 253694     | 2003 UD264 | 27 out 2003 | Socorro       | LINEAR          | —         | MPC                           |
| 253695     | 2003 UF264 | 27 out 2003 | Socorro       | LINEAR          | —         | MPC                           |
| 253696     | 2003 UE267 | 28 out 2003 | Socorro       | LINEAR          | —         | MPC                           |
| 253697     | 2003 UN271 | 28 out 2003 | Socorro       | LINEAR          | —         | MPC                           |
| 253698     | 2003 UP271 | 28 out 2003 | Socorro       | LINEAR          | —         | MPC                           |
| 253699     | 2003 UE275 | 29 out 2003 | Socorro       | LINEAR          | —         | MPC                           |
| 253700     | 2003 UL277 | 25 out 2003 | Socorro       | LINEAR          | —         | MPC                           |

## 253701–253800
| Designação | Designação | Descoberta  | Descoberta    | Descobridor(es) | Categoria | Mais informações / Referência |
| Permanente | Provisória | Data        | Local         | Descobridor(es) | Categoria | Mais informações / Referência |
| ---------- | ---------- | ----------- | ------------- | --------------- | --------- | ----------------------------- |
| 253701     | 2003 UR279 | 27 out 2003 | Kitt Peak     | Spacewatch      | —         | MPC                           |
| 253702     | 2003 UE280 | 27 out 2003 | Socorro       | LINEAR          | —         | MPC                           |
| 253703     | 2003 UB281 | 28 out 2003 | Socorro       | LINEAR          | —         | MPC                           |
| 253704     | 2003 UU309 | 20 out 2003 | Socorro       | LINEAR          | —         | MPC                           |
| 253705     | 2003 UK314 | 19 out 2003 | Kitt Peak     | Spacewatch      | —         | MPC                           |
| 253706     | 2003 UQ314 | 27 out 2003 | Kitt Peak     | Spacewatch      | —         | MPC                           |
| 253707     | 2003 UQ315 | 19 out 2003 | Kitt Peak     | Spacewatch      | —         | MPC                           |
| 253708     | 2003 UL316 | 24 out 2003 | Socorro       | LINEAR          | Mitidika  | MPC                           |
| 253709     | 2003 UU316 | 29 out 2003 | Socorro       | LINEAR          | —         | MPC                           |
| 253710     | 2003 UD360 | 19 out 2003 | Kitt Peak     | Spacewatch      | —         | MPC                           |
| 253711     | 2003 UR377 | 22 out 2003 | Apache Point  | SDSS            | —         | MPC                           |
| 253712     | 2003 VB2   | 3 nov 2003  | Socorro       | LINEAR          | —         | MPC                           |
| 253713     | 2003 VS3   | 15 nov 2003 | Kitt Peak     | Spacewatch      | —         | MPC                           |
| 253714     | 2003 VW3   | 14 nov 2003 | Palomar       | NEAT            | —         | MPC                           |
| 253715     | 2003 VM5   | 15 nov 2003 | Kitt Peak     | Spacewatch      | —         | MPC                           |
| 253716     | 2003 VL10  | 3 nov 2003  | Socorro       | LINEAR          | —         | MPC                           |
| 253717     | 2003 VN10  | 15 nov 2003 | Kitt Peak     | Spacewatch      | —         | MPC                           |
| 253718     | 2003 WT1   | 16 nov 2003 | Catalina      | CSS             | —         | MPC                           |
| 253719     | 2003 WP3   | 16 nov 2003 | Catalina      | CSS             | —         | MPC                           |
| 253720     | 2003 WQ5   | 18 nov 2003 | Palomar       | NEAT            | —         | MPC                           |
| 253721     | 2003 WU5   | 18 nov 2003 | Palomar       | NEAT            | —         | MPC                           |
| 253722     | 2003 WA6   | 18 nov 2003 | Palomar       | NEAT            | —         | MPC                           |
| 253723     | 2003 WG6   | 16 nov 2003 | Kitt Peak     | Spacewatch      | —         | MPC                           |
| 253724     | 2003 WC8   | 16 nov 2003 | Catalina      | CSS             | —         | MPC                           |
| 253725     | 2003 WC9   | 16 nov 2003 | Kitt Peak     | Spacewatch      | —         | MPC                           |
| 253726     | 2003 WB10  | 18 nov 2003 | Kitt Peak     | Spacewatch      | —         | MPC                           |
| 253727     | 2003 WZ10  | 18 nov 2003 | Palomar       | NEAT            | —         | MPC                           |
| 253728     | 2003 WM15  | 16 nov 2003 | Kitt Peak     | Spacewatch      | —         | MPC                           |
| 253729     | 2003 WN15  | 16 nov 2003 | Kitt Peak     | Spacewatch      | —         | MPC                           |
| 253730     | 2003 WT17  | 18 nov 2003 | Palomar       | NEAT            | —         | MPC                           |
| 253731     | 2003 WG19  | 19 nov 2003 | Socorro       | LINEAR          | —         | MPC                           |
| 253732     | 2003 WW21  | 17 nov 2003 | Catalina      | CSS             | —         | MPC                           |
| 253733     | 2003 WS29  | 18 nov 2003 | Kitt Peak     | Spacewatch      | —         | MPC                           |
| 253734     | 2003 WF30  | 18 nov 2003 | Kitt Peak     | Spacewatch      | —         | MPC                           |
| 253735     | 2003 WJ30  | 18 nov 2003 | Kitt Peak     | Spacewatch      | —         | MPC                           |
| 253736     | 2003 WT32  | 18 nov 2003 | Palomar       | NEAT            | —         | MPC                           |
| 253737     | 2003 WR34  | 19 nov 2003 | Kitt Peak     | Spacewatch      | —         | MPC                           |
| 253738     | 2003 WE36  | 19 nov 2003 | Kitt Peak     | Spacewatch      | —         | MPC                           |
| 253739     | 2003 WZ36  | 19 nov 2003 | Socorro       | LINEAR          | —         | MPC                           |
| 253740     | 2003 WC42  | 20 nov 2003 | Needville     | Needville Obs.  | —         | MPC                           |
| 253741     | 2003 WW49  | 19 nov 2003 | Socorro       | LINEAR          | —         | MPC                           |
| 253742     | 2003 WA52  | 19 nov 2003 | Palomar       | NEAT            | —         | MPC                           |
| 253743     | 2003 WA56  | 20 nov 2003 | Socorro       | LINEAR          | —         | MPC                           |
| 253744     | 2003 WS56  | 21 nov 2003 | Socorro       | LINEAR          | —         | MPC                           |
| 253745     | 2003 WH61  | 19 nov 2003 | Kitt Peak     | Spacewatch      | Brangane  | MPC                           |
| 253746     | 2003 WX66  | 19 nov 2003 | Kitt Peak     | Spacewatch      | —         | MPC                           |
| 253747     | 2003 WU67  | 19 nov 2003 | Kitt Peak     | Spacewatch      | —         | MPC                           |
| 253748     | 2003 WQ68  | 19 nov 2003 | Kitt Peak     | Spacewatch      | —         | MPC                           |
| 253749     | 2003 WC70  | 20 nov 2003 | Kitt Peak     | Spacewatch      | —         | MPC                           |
| 253750     | 2003 WX73  | 20 nov 2003 | Socorro       | LINEAR          | —         | MPC                           |
| 253751     | 2003 WY75  | 19 nov 2003 | Socorro       | LINEAR          | —         | MPC                           |
| 253752     | 2003 WM89  | 16 nov 2003 | Catalina      | CSS             | —         | MPC                           |
| 253753     | 2003 WB92  | 18 nov 2003 | Palomar       | NEAT            | —         | MPC                           |
| 253754     | 2003 WU96  | 19 nov 2003 | Anderson Mesa | LONEOS          | —         | MPC                           |
| 253755     | 2003 WF99  | 20 nov 2003 | Socorro       | LINEAR          | —         | MPC                           |
| 253756     | 2003 WB100 | 20 nov 2003 | Socorro       | LINEAR          | —         | MPC                           |
| 253757     | 2003 WA102 | 21 nov 2003 | Socorro       | LINEAR          | —         | MPC                           |
| 253758     | 2003 WD103 | 21 nov 2003 | Socorro       | LINEAR          | —         | MPC                           |
| 253759     | 2003 WK104 | 21 nov 2003 | Socorro       | LINEAR          | Mitidika  | MPC                           |
| 253760     | 2003 WS104 | 21 nov 2003 | Socorro       | LINEAR          | —         | MPC                           |
| 253761     | 2003 WU105 | 21 nov 2003 | Socorro       | LINEAR          | —         | MPC                           |
| 253762     | 2003 WV105 | 21 nov 2003 | Socorro       | LINEAR          | —         | MPC                           |
| 253763     | 2003 WO108 | 20 nov 2003 | Kitt Peak     | Spacewatch      | —         | MPC                           |
| 253764     | 2003 WS109 | 20 nov 2003 | Socorro       | LINEAR          | —         | MPC                           |
| 253765     | 2003 WH111 | 20 nov 2003 | Socorro       | LINEAR          | —         | MPC                           |
| 253766     | 2003 WO112 | 20 nov 2003 | Socorro       | LINEAR          | —         | MPC                           |
| 253767     | 2003 WU114 | 20 nov 2003 | Socorro       | LINEAR          | —         | MPC                           |
| 253768     | 2003 WP117 | 20 nov 2003 | Socorro       | LINEAR          | —         | MPC                           |
| 253769     | 2003 WL121 | 20 nov 2003 | Socorro       | LINEAR          | —         | MPC                           |
| 253770     | 2003 WQ126 | 20 nov 2003 | Socorro       | LINEAR          | —         | MPC                           |
| 253771     | 2003 WG131 | 21 nov 2003 | Palomar       | NEAT            | —         | MPC                           |
| 253772     | 2003 WF133 | 21 nov 2003 | Socorro       | LINEAR          | —         | MPC                           |
| 253773     | 2003 WL137 | 21 nov 2003 | Socorro       | LINEAR          | —         | MPC                           |
| 253774     | 2003 WT138 | 21 nov 2003 | Socorro       | LINEAR          | —         | MPC                           |
| 253775     | 2003 WC139 | 21 nov 2003 | Socorro       | LINEAR          | —         | MPC                           |
| 253776     | 2003 WG140 | 21 nov 2003 | Socorro       | LINEAR          | Chloris   | MPC                           |
| 253777     | 2003 WU140 | 21 nov 2003 | Socorro       | LINEAR          | —         | MPC                           |
| 253778     | 2003 WK142 | 21 nov 2003 | Socorro       | LINEAR          | —         | MPC                           |
| 253779     | 2003 WB143 | 23 nov 2003 | Socorro       | LINEAR          | —         | MPC                           |
| 253780     | 2003 WR144 | 21 nov 2003 | Socorro       | LINEAR          | Mitidika  | MPC                           |
| 253781     | 2003 WW148 | 24 nov 2003 | Anderson Mesa | LONEOS          | —         | MPC                           |
| 253782     | 2003 WF149 | 24 nov 2003 | Socorro       | LINEAR          | —         | MPC                           |
| 253783     | 2003 WT149 | 24 nov 2003 | Anderson Mesa | LONEOS          | —         | MPC                           |
| 253784     | 2003 WJ155 | 26 nov 2003 | Kitt Peak     | Spacewatch      | —         | MPC                           |
| 253785     | 2003 WQ161 | 30 nov 2003 | Kitt Peak     | Spacewatch      | Chloris   | MPC                           |
| 253786     | 2003 WT165 | 30 nov 2003 | Kitt Peak     | Spacewatch      | Mitidika  | MPC                           |
| 253787     | 2003 WB167 | 18 nov 2003 | Kitt Peak     | Spacewatch      | —         | MPC                           |
| 253788     | 2003 WT168 | 19 nov 2003 | Palomar       | NEAT            | —         | MPC                           |
| 253789     | 2003 WQ171 | 23 nov 2003 | Anderson Mesa | LONEOS          | —         | MPC                           |
| 253790     | 2003 WG173 | 18 nov 2003 | Palomar       | NEAT            | —         | MPC                           |
| 253791     | 2003 WV181 | 21 nov 2003 | Kitt Peak     | M. W. Buie      | Mitidika  | MPC                           |
| 253792     | 2003 WX184 | 21 nov 2003 | Socorro       | LINEAR          | —         | MPC                           |
| 253793     | 2003 WH192 | 20 nov 2003 | Socorro       | LINEAR          | —         | MPC                           |
| 253794     | 2003 WQ194 | 19 nov 2003 | Kitt Peak     | Spacewatch      | —         | MPC                           |
| 253795     | 2003 XN2   | 1 dez 2003  | Socorro       | LINEAR          | —         | MPC                           |
| 253796     | 2003 XP6   | 3 dez 2003  | Socorro       | LINEAR          | —         | MPC                           |
| 253797     | 2003 XQ6   | 3 dez 2003  | Socorro       | LINEAR          | —         | MPC                           |
| 253798     | 2003 XP17  | 15 dez 2003 | Kitt Peak     | Spacewatch      | —         | MPC                           |
| 253799     | 2003 XL21  | 14 dez 2003 | Kitt Peak     | Spacewatch      | —         | MPC                           |
| 253800     | 2003 XO21  | 14 dez 2003 | Kitt Peak     | Spacewatch      | —         | MPC                           |

## 253801–253900
| Designação | Designação | Descoberta  | Descoberta    | Descobridor(es) | Categoria | Mais informações / Referência |
| Permanente | Provisória | Data        | Local         | Descobridor(es) | Categoria | Mais informações / Referência |
| ---------- | ---------- | ----------- | ------------- | --------------- | --------- | ----------------------------- |
| 253801     | 2003 XP23  | 1 dez 2003  | Kitt Peak     | Spacewatch      | —         | MPC                           |
| 253802     | 2003 XQ23  | 1 dez 2003  | Kitt Peak     | Spacewatch      | —         | MPC                           |
| 253803     | 2003 XZ25  | 1 dez 2003  | Socorro       | LINEAR          | —         | MPC                           |
| 253804     | 2003 XE38  | 4 dez 2003  | Socorro       | LINEAR          | —         | MPC                           |
| 253805     | 2003 XP38  | 4 dez 2003  | Socorro       | LINEAR          | —         | MPC                           |
| 253806     | 2003 XO43  | 14 dez 2003 | Kitt Peak     | Spacewatch      | —         | MPC                           |
| 253807     | 2003 YP6   | 17 dez 2003 | Anderson Mesa | LONEOS          | —         | MPC                           |
| 253808     | 2003 YS6   | 17 dez 2003 | Anderson Mesa | LONEOS          | —         | MPC                           |
| 253809     | 2003 YW22  | 16 dez 2003 | Catalina      | CSS             | —         | MPC                           |
| 253810     | 2003 YG23  | 17 dez 2003 | Anderson Mesa | LONEOS          | —         | MPC                           |
| 253811     | 2003 YG26  | 18 dez 2003 | Socorro       | LINEAR          | —         | MPC                           |
| 253812     | 2003 YJ29  | 17 dez 2003 | Kitt Peak     | Spacewatch      | —         | MPC                           |
| 253813     | 2003 YZ30  | 18 dez 2003 | Socorro       | LINEAR          | —         | MPC                           |
| 253814     | 2003 YK33  | 16 dez 2003 | Anderson Mesa | LONEOS          | —         | MPC                           |
| 253815     | 2003 YQ36  | 17 dez 2003 | Anderson Mesa | LONEOS          | —         | MPC                           |
| 253816     | 2003 YO45  | 17 dez 2003 | Anderson Mesa | LONEOS          | —         | MPC                           |
| 253817     | 2003 YF48  | 18 dez 2003 | Socorro       | LINEAR          | —         | MPC                           |
| 253818     | 2003 YQ48  | 18 dez 2003 | Socorro       | LINEAR          | —         | MPC                           |
| 253819     | 2003 YH53  | 19 dez 2003 | Socorro       | LINEAR          | Juno      | MPC                           |
| 253820     | 2003 YU53  | 19 dez 2003 | Socorro       | LINEAR          | —         | MPC                           |
| 253821     | 2003 YG55  | 19 dez 2003 | Socorro       | LINEAR          | —         | MPC                           |
| 253822     | 2003 YT57  | 19 dez 2003 | Socorro       | LINEAR          | —         | MPC                           |
| 253823     | 2003 YV60  | 19 dez 2003 | Socorro       | LINEAR          | —         | MPC                           |
| 253824     | 2003 YO62  | 19 dez 2003 | Socorro       | LINEAR          | —         | MPC                           |
| 253825     | 2003 YT68  | 19 dez 2003 | Socorro       | LINEAR          | —         | MPC                           |
| 253826     | 2003 YW72  | 18 dez 2003 | Socorro       | LINEAR          | —         | MPC                           |
| 253827     | 2003 YQ74  | 18 dez 2003 | Socorro       | LINEAR          | —         | MPC                           |
| 253828     | 2003 YR76  | 18 dez 2003 | Socorro       | LINEAR          | —         | MPC                           |
| 253829     | 2003 YG80  | 18 dez 2003 | Socorro       | LINEAR          | —         | MPC                           |
| 253830     | 2003 YQ80  | 18 dez 2003 | Socorro       | LINEAR          | —         | MPC                           |
| 253831     | 2003 YV81  | 18 dez 2003 | Socorro       | LINEAR          | —         | MPC                           |
| 253832     | 2003 YZ81  | 18 dez 2003 | Socorro       | LINEAR          | —         | MPC                           |
| 253833     | 2003 YS83  | 19 dez 2003 | Needville     | Needville Obs.  | —         | MPC                           |
| 253834     | 2003 YF85  | 19 dez 2003 | Socorro       | LINEAR          | —         | MPC                           |
| 253835     | 2003 YH90  | 19 dez 2003 | Kitt Peak     | Spacewatch      | —         | MPC                           |
| 253836     | 2003 YU94  | 19 dez 2003 | Socorro       | LINEAR          | —         | MPC                           |
| 253837     | 2003 YR102 | 19 dez 2003 | Socorro       | LINEAR          | —         | MPC                           |
| 253838     | 2003 YR112 | 23 dez 2003 | Socorro       | LINEAR          | —         | MPC                           |
| 253839     | 2003 YL116 | 27 dez 2003 | Socorro       | LINEAR          | —         | MPC                           |
| 253840     | 2003 YC117 | 27 dez 2003 | Socorro       | LINEAR          | —         | MPC                           |
| 253841     | 2003 YG118 | 28 dez 2003 | Socorro       | LINEAR          | —         | MPC                           |
| 253842     | 2003 YZ119 | 27 dez 2003 | Socorro       | LINEAR          | —         | MPC                           |
| 253843     | 2003 YK128 | 27 dez 2003 | Socorro       | LINEAR          | —         | MPC                           |
| 253844     | 2003 YS130 | 28 dez 2003 | Socorro       | LINEAR          | —         | MPC                           |
| 253845     | 2003 YF131 | 28 dez 2003 | Socorro       | LINEAR          | —         | MPC                           |
| 253846     | 2003 YG131 | 28 dez 2003 | Socorro       | LINEAR          | —         | MPC                           |
| 253847     | 2003 YH132 | 28 dez 2003 | Socorro       | LINEAR          | —         | MPC                           |
| 253848     | 2003 YN138 | 27 dez 2003 | Socorro       | LINEAR          | Mitidika  | MPC                           |
| 253849     | 2003 YS138 | 27 dez 2003 | Socorro       | LINEAR          | —         | MPC                           |
| 253850     | 2003 YJ152 | 29 dez 2003 | Socorro       | LINEAR          | —         | MPC                           |
| 253851     | 2003 YM152 | 29 dez 2003 | Socorro       | LINEAR          | —         | MPC                           |
| 253852     | 2003 YR156 | 16 dez 2003 | Kitt Peak     | Spacewatch      | —         | MPC                           |
| 253853     | 2003 YV159 | 17 dez 2003 | Socorro       | LINEAR          | —         | MPC                           |
| 253854     | 2003 YF169 | 18 dez 2003 | Socorro       | LINEAR          | —         | MPC                           |
| 253855     | 2003 YM169 | 18 dez 2003 | Socorro       | LINEAR          | —         | MPC                           |
| 253856     | 2003 YU169 | 18 dez 2003 | Socorro       | LINEAR          | —         | MPC                           |
| 253857     | 2003 YH181 | 23 dez 2003 | Socorro       | LINEAR          | —         | MPC                           |
| 253858     | 2003 YS181 | 29 dez 2003 | Kitt Peak     | Spacewatch      | —         | MPC                           |
| 253859     | 2004 AL    | 11 jan 2004 | Wrightwood    | J. W. Young     | —         | MPC                           |
| 253860     | 2004 AQ3   | 13 jan 2004 | Anderson Mesa | LONEOS          | —         | MPC                           |
| 253861     | 2004 AW4   | 12 jan 2004 | Palomar       | NEAT            | —         | MPC                           |
| 253862     | 2004 AP7   | 13 jan 2004 | Anderson Mesa | LONEOS          | —         | MPC                           |
| 253863     | 2004 AC11  | 13 jan 2004 | Anderson Mesa | LONEOS          | —         | MPC                           |
| 253864     | 2004 AB18  | 15 jan 2004 | Kitt Peak     | Spacewatch      | —         | MPC                           |
| 253865     | 2004 AV21  | 15 jan 2004 | Kitt Peak     | Spacewatch      | —         | MPC                           |
| 253866     | 2004 AT25  | 12 jan 2004 | Palomar       | NEAT            | —         | MPC                           |
| 253867     | 2004 BB3   | 16 jan 2004 | Palomar       | NEAT            | Mitidika  | MPC                           |
| 253868     | 2004 BN3   | 16 jan 2004 | Palomar       | NEAT            | —         | MPC                           |
| 253869     | 2004 BS3   | 16 jan 2004 | Palomar       | NEAT            | —         | MPC                           |
| 253870     | 2004 BF4   | 16 jan 2004 | Palomar       | NEAT            | —         | MPC                           |
| 253871     | 2004 BV5   | 16 jan 2004 | Kitt Peak     | Spacewatch      | —         | MPC                           |
| 253872     | 2004 BO6   | 16 jan 2004 | Palomar       | NEAT            | —         | MPC                           |
| 253873     | 2004 BT9   | 16 jan 2004 | Palomar       | NEAT            | —         | MPC                           |
| 253874     | 2004 BK10  | 17 jan 2004 | Palomar       | NEAT            | —         | MPC                           |
| 253875     | 2004 BR19  | 17 jan 2004 | Palomar       | NEAT            | —         | MPC                           |
| 253876     | 2004 BW20  | 16 jan 2004 | Kitt Peak     | Spacewatch      | —         | MPC                           |
| 253877     | 2004 BW23  | 19 jan 2004 | Anderson Mesa | LONEOS          | —         | MPC                           |
| 253878     | 2004 BY24  | 19 jan 2004 | Kitt Peak     | Spacewatch      | —         | MPC                           |
| 253879     | 2004 BO31  | 19 jan 2004 | Anderson Mesa | LONEOS          | —         | MPC                           |
| 253880     | 2004 BH34  | 19 jan 2004 | Catalina      | CSS             | —         | MPC                           |
| 253881     | 2004 BX34  | 19 jan 2004 | Kitt Peak     | Spacewatch      | —         | MPC                           |
| 253882     | 2004 BG37  | 19 jan 2004 | Kitt Peak     | Spacewatch      | Mitidika  | MPC                           |
| 253883     | 2004 BP43  | 22 jan 2004 | Socorro       | LINEAR          | —         | MPC                           |
| 253884     | 2004 BC47  | 21 jan 2004 | Socorro       | LINEAR          | —         | MPC                           |
| 253885     | 2004 BC50  | 21 jan 2004 | Socorro       | LINEAR          | —         | MPC                           |
| 253886     | 2004 BF51  | 21 jan 2004 | Socorro       | LINEAR          | —         | MPC                           |
| 253887     | 2004 BK54  | 22 jan 2004 | Socorro       | LINEAR          | —         | MPC                           |
| 253888     | 2004 BM54  | 22 jan 2004 | Socorro       | LINEAR          | —         | MPC                           |
| 253889     | 2004 BN57  | 23 jan 2004 | Socorro       | LINEAR          | —         | MPC                           |
| 253890     | 2004 BD67  | 24 jan 2004 | Socorro       | LINEAR          | —         | MPC                           |
| 253891     | 2004 BE75  | 22 jan 2004 | Socorro       | LINEAR          | Mitidika  | MPC                           |
| 253892     | 2004 BF78  | 22 jan 2004 | Socorro       | LINEAR          | —         | MPC                           |
| 253893     | 2004 BL92  | 27 jan 2004 | Anderson Mesa | LONEOS          | Phocaea   | MPC                           |
| 253894     | 2004 BC93  | 27 jan 2004 | Anderson Mesa | LONEOS          | —         | MPC                           |
| 253895     | 2004 BX93  | 28 jan 2004 | Kitt Peak     | Spacewatch      | —         | MPC                           |
| 253896     | 2004 BB94  | 28 jan 2004 | Haleakala     | NEAT            | —         | MPC                           |
| 253897     | 2004 BJ95  | 28 jan 2004 | Socorro       | LINEAR          | —         | MPC                           |
| 253898     | 2004 BY102 | 30 jan 2004 | Socorro       | LINEAR          | —         | MPC                           |
| 253899     | 2004 BP107 | 28 jan 2004 | Catalina      | CSS             | —         | MPC                           |
| 253900     | 2004 BB112 | 24 jan 2004 | Socorro       | LINEAR          | —         | MPC                           |

## 253901–254000
| Designação | Designação | Descoberta  | Descoberta       | Descobridor(es) | Categoria | Mais informações / Referência |
| Permanente | Provisória | Data        | Local            | Descobridor(es) | Categoria | Mais informações / Referência |
| ---------- | ---------- | ----------- | ---------------- | --------------- | --------- | ----------------------------- |
| 253901     | 2004 BY112 | 27 jan 2004 | Kitt Peak        | Spacewatch      | —         | MPC                           |
| 253902     | 2004 BC124 | 17 jan 2004 | Palomar          | NEAT            | —         | MPC                           |
| 253903     | 2004 BN124 | 16 jan 2004 | Kitt Peak        | Spacewatch      | —         | MPC                           |
| 253904     | 2004 BL144 | 19 jan 2004 | Kitt Peak        | Spacewatch      | —         | MPC                           |
| 253905     | 2004 BB146 | 22 jan 2004 | Socorro          | LINEAR          | —         | MPC                           |
| 253906     | 2004 BE150 | 17 jan 2004 | Palomar          | NEAT            | Mitidika  | MPC                           |
| 253907     | 2004 BU152 | 27 jan 2004 | Kitt Peak        | Spacewatch      | —         | MPC                           |
| 253908     | 2004 BZ158 | 29 jan 2004 | Socorro          | LINEAR          | —         | MPC                           |
| 253909     | 2004 CP4   | 10 fev 2004 | Palomar          | NEAT            | —         | MPC                           |
| 253910     | 2004 CY8   | 11 fev 2004 | Kitt Peak        | Spacewatch      | —         | MPC                           |
| 253911     | 2004 CH9   | 11 fev 2004 | Palomar          | NEAT            | —         | MPC                           |
| 253912     | 2004 CP13  | 11 fev 2004 | Palomar          | NEAT            | Mitidika  | MPC                           |
| 253913     | 2004 CE17  | 11 fev 2004 | Kitt Peak        | Spacewatch      | —         | MPC                           |
| 253914     | 2004 CZ18  | 11 fev 2004 | Kitt Peak        | Spacewatch      | Mitidika  | MPC                           |
| 253915     | 2004 CP19  | 11 fev 2004 | Kitt Peak        | Spacewatch      | —         | MPC                           |
| 253916     | 2004 CB25  | 12 fev 2004 | Palomar          | NEAT            | —         | MPC                           |
| 253917     | 2004 CK26  | 11 fev 2004 | Kitt Peak        | Spacewatch      | —         | MPC                           |
| 253918     | 2004 CN27  | 11 fev 2004 | Palomar          | NEAT            | —         | MPC                           |
| 253919     | 2004 CS28  | 12 fev 2004 | Kitt Peak        | Spacewatch      | —         | MPC                           |
| 253920     | 2004 CH31  | 12 fev 2004 | Kitt Peak        | Spacewatch      | Mitidika  | MPC                           |
| 253921     | 2004 CJ52  | 14 fev 2004 | Kitt Peak        | Spacewatch      | —         | MPC                           |
| 253922     | 2004 CL55  | 12 fev 2004 | Kitt Peak        | Spacewatch      | —         | MPC                           |
| 253923     | 2004 CL58  | 10 fev 2004 | Palomar          | NEAT            | —         | MPC                           |
| 253924     | 2004 CL61  | 11 fev 2004 | Kitt Peak        | Spacewatch      | —         | MPC                           |
| 253925     | 2004 CE64  | 13 fev 2004 | Kitt Peak        | Spacewatch      | —         | MPC                           |
| 253926     | 2004 CQ72  | 13 fev 2004 | Kitt Peak        | Spacewatch      | —         | MPC                           |
| 253927     | 2004 CK75  | 11 fev 2004 | Palomar          | NEAT            | —         | MPC                           |
| 253928     | 2004 CV75  | 11 fev 2004 | Kitt Peak        | Spacewatch      | —         | MPC                           |
| 253929     | 2004 CN78  | 11 fev 2004 | Palomar          | NEAT            | —         | MPC                           |
| 253930     | 2004 CO78  | 11 fev 2004 | Palomar          | NEAT            | —         | MPC                           |
| 253931     | 2004 CQ78  | 11 fev 2004 | Palomar          | NEAT            | —         | MPC                           |
| 253932     | 2004 CL80  | 11 fev 2004 | Kitt Peak        | Spacewatch      | —         | MPC                           |
| 253933     | 2004 CM80  | 11 fev 2004 | Palomar          | NEAT            | —         | MPC                           |
| 253934     | 2004 CH82  | 12 fev 2004 | Kitt Peak        | Spacewatch      | —         | MPC                           |
| 253935     | 2004 CX91  | 14 fev 2004 | Socorro          | LINEAR          | —         | MPC                           |
| 253936     | 2004 CP93  | 11 fev 2004 | Palomar          | NEAT            | —         | MPC                           |
| 253937     | 2004 CQ93  | 11 fev 2004 | Palomar          | NEAT            | —         | MPC                           |
| 253938     | 2004 CE101 | 15 fev 2004 | Catalina         | CSS             | —         | MPC                           |
| 253939     | 2004 CS102 | 12 fev 2004 | Palomar          | NEAT            | —         | MPC                           |
| 253940     | 2004 CS108 | 15 fev 2004 | Catalina         | CSS             | —         | MPC                           |
| 253941     | 2004 CH109 | 15 fev 2004 | Catalina         | CSS             | —         | MPC                           |
| 253942     | 2004 CB111 | 12 fev 2004 | Kitt Peak        | Spacewatch      | —         | MPC                           |
| 253943     | 2004 CF111 | 14 fev 2004 | Kitt Peak        | Spacewatch      | —         | MPC                           |
| 253944     | 2004 CP111 | 12 fev 2004 | Kitt Peak        | Spacewatch      | —         | MPC                           |
| 253945     | 2004 CP127 | 13 fev 2004 | Kitt Peak        | Spacewatch      | —         | MPC                           |
| 253946     | 2004 DE3   | 16 fev 2004 | Kitt Peak        | Spacewatch      | —         | MPC                           |
| 253947     | 2004 DB4   | 16 fev 2004 | Socorro          | LINEAR          | —         | MPC                           |
| 253948     | 2004 DR7   | 17 fev 2004 | Kitt Peak        | Spacewatch      | —         | MPC                           |
| 253949     | 2004 DC15  | 17 fev 2004 | Socorro          | LINEAR          | —         | MPC                           |
| 253950     | 2004 DY22  | 18 fev 2004 | Catalina         | CSS             | —         | MPC                           |
| 253951     | 2004 DC26  | 16 fev 2004 | Socorro          | LINEAR          | —         | MPC                           |
| 253952     | 2004 DD29  | 17 fev 2004 | Kitt Peak        | Spacewatch      | —         | MPC                           |
| 253953     | 2004 DY33  | 18 fev 2004 | Catalina         | CSS             | Phocaea   | MPC                           |
| 253954     | 2004 DP35  | 19 fev 2004 | Socorro          | LINEAR          | —         | MPC                           |
| 253955     | 2004 DZ35  | 19 fev 2004 | Socorro          | LINEAR          | —         | MPC                           |
| 253956     | 2004 DB38  | 19 fev 2004 | Socorro          | LINEAR          | —         | MPC                           |
| 253957     | 2004 DP38  | 20 fev 2004 | Haleakala        | NEAT            | —         | MPC                           |
| 253958     | 2004 DF41  | 18 fev 2004 | Haleakala        | NEAT            | —         | MPC                           |
| 253959     | 2004 DR42  | 19 fev 2004 | Socorro          | LINEAR          | —         | MPC                           |
| 253960     | 2004 DK44  | 25 fev 2004 | Desert Eagle     | W. K. Y. Yeung  | —         | MPC                           |
| 253961     | 2004 DN45  | 16 fev 2004 | Socorro          | LINEAR          | —         | MPC                           |
| 253962     | 2004 DO47  | 19 fev 2004 | Socorro          | LINEAR          | —         | MPC                           |
| 253963     | 2004 DN50  | 23 fev 2004 | Socorro          | LINEAR          | —         | MPC                           |
| 253964     | 2004 DS50  | 23 fev 2004 | Socorro          | LINEAR          | —         | MPC                           |
| 253965     | 2004 DR54  | 22 fev 2004 | Kitt Peak        | Spacewatch      | —         | MPC                           |
| 253966     | 2004 DQ59  | 25 fev 2004 | Socorro          | LINEAR          | Juno      | MPC                           |
| 253967     | 2004 DT79  | 16 fev 2004 | Kitt Peak        | Spacewatch      | —         | MPC                           |
| 253968     | 2004 DF80  | 17 fev 2004 | Catalina         | CSS             | —         | MPC                           |
| 253969     | 2004 EF2   | 12 mar 2004 | Palomar          | NEAT            | —         | MPC                           |
| 253970     | 2004 EX4   | 11 mar 2004 | Palomar          | NEAT            | Mitidika  | MPC                           |
| 253971     | 2004 EM10  | 15 mar 2004 | Socorro          | LINEAR          | —         | MPC                           |
| 253972     | 2004 EJ14  | 11 mar 2004 | Palomar          | NEAT            | —         | MPC                           |
| 253973     | 2004 EN15  | 12 mar 2004 | Palomar          | NEAT            | —         | MPC                           |
| 253974     | 2004 EY19  | 14 mar 2004 | Kitt Peak        | Spacewatch      | —         | MPC                           |
| 253975     | 2004 EO22  | 15 mar 2004 | Campo Imperatore | CINEOS          | —         | MPC                           |
| 253976     | 2004 EU23  | 15 mar 2004 | Socorro          | LINEAR          | Juno      | MPC                           |
| 253977     | 2004 ES25  | 13 mar 2004 | Palomar          | NEAT            | —         | MPC                           |
| 253978     | 2004 ED28  | 15 mar 2004 | Kitt Peak        | Spacewatch      | —         | MPC                           |
| 253979     | 2004 EA32  | 14 mar 2004 | Palomar          | NEAT            | —         | MPC                           |
| 253980     | 2004 EG33  | 15 mar 2004 | Kitt Peak        | Spacewatch      | —         | MPC                           |
| 253981     | 2004 ER39  | 15 mar 2004 | Kitt Peak        | Spacewatch      | —         | MPC                           |
| 253982     | 2004 EU39  | 15 mar 2004 | Catalina         | CSS             | —         | MPC                           |
| 253983     | 2004 EA43  | 15 mar 2004 | Catalina         | CSS             | —         | MPC                           |
| 253984     | 2004 EN43  | 15 mar 2004 | Palomar          | NEAT            | —         | MPC                           |
| 253985     | 2004 EC54  | 15 mar 2004 | Campo Imperatore | CINEOS          | Mitidika  | MPC                           |
| 253986     | 2004 EW56  | 15 mar 2004 | Palomar          | NEAT            | —         | MPC                           |
| 253987     | 2004 EE57  | 15 mar 2004 | Palomar          | NEAT            | —         | MPC                           |
| 253988     | 2004 EY58  | 15 mar 2004 | Palomar          | NEAT            | —         | MPC                           |
| 253989     | 2004 EL59  | 15 mar 2004 | Palomar          | NEAT            | Phocaea   | MPC                           |
| 253990     | 2004 EQ61  | 12 mar 2004 | Palomar          | NEAT            | —         | MPC                           |
| 253991     | 2004 EZ61  | 12 mar 2004 | Palomar          | NEAT            | —         | MPC                           |
| 253992     | 2004 EC62  | 12 mar 2004 | Palomar          | NEAT            | —         | MPC                           |
| 253993     | 2004 EB64  | 13 mar 2004 | Palomar          | NEAT            | —         | MPC                           |
| 253994     | 2004 EP67  | 15 mar 2004 | Kitt Peak        | Spacewatch      | —         | MPC                           |
| 253995     | 2004 EO77  | 15 mar 2004 | Socorro          | LINEAR          | —         | MPC                           |
| 253996     | 2004 ES78  | 15 mar 2004 | Catalina         | CSS             | —         | MPC                           |
| 253997     | 2004 EV78  | 15 mar 2004 | Kitt Peak        | Spacewatch      | —         | MPC                           |
| 253998     | 2004 EU93  | 15 mar 2004 | Socorro          | LINEAR          | —         | MPC                           |
| 253999     | 2004 EY95  | 4 mar 2004  | Siding Spring    | SSS             | —         | MPC                           |
| 254000     | 2004 EB96  | 15 mar 2004 | Catalina         | CSS             | —         | MPC                           |